# Société des Cincinnati
La Société des Cincinnati (Society of the Cincinnati), ou l'ordre de Cincinnatus, est la plus ancienne société patriotique américaine, fondée par George Washington le 13 mai 1783 et composée de ceux qui s'étaient distingués pendant la guerre d'indépendance des États-Unis. Elle est formée de 13 sociétés d'États, correspondant aux 13 États américains existants lors de la constitution des États-Unis, ainsi que d'une société française  nommée Société des Cincinnati de France. La coordination des activités de ces 14 sociétés est assurée par une société générale (The General Society of the Cincinnati) dont le siège est à Anderson House à Washington (district de Columbia).
La création de cette société a été critiquée par Benjamin Franklin et John Adams qui craignaient de voir dans cette organisation la constitution d'une nouvelle noblesse dans une société républicaine, en reprochant surtout le caractère héréditaire des membres de la société. Le comte de Mirabeau a repris la même critique dans un pamphlet publié à Londres.
Cette société subsiste de nos jours aux États-Unis. Elle est tombée en léthargie à la mort de Washington pour redevenir active aux États-Unis en 1854. Elle a été refondée en 1925 en France. Elle continue de réunir les descendants des membres d'origine ainsi que quelques membres honoraires. Les Cincinnati veulent promouvoir les valeurs de liberté, d'initiative, de dévouement au bien commun et de responsabilité qui ont fait la réussite des États-Unis. Ils s'attachent également à maintenir les liens privilégiés établis entre les États-Unis et la France à l'occasion de la guerre d'Indépendance et prolongés durant les deux guerres mondiales.

## Origine du nom et de l'insigne de la Société

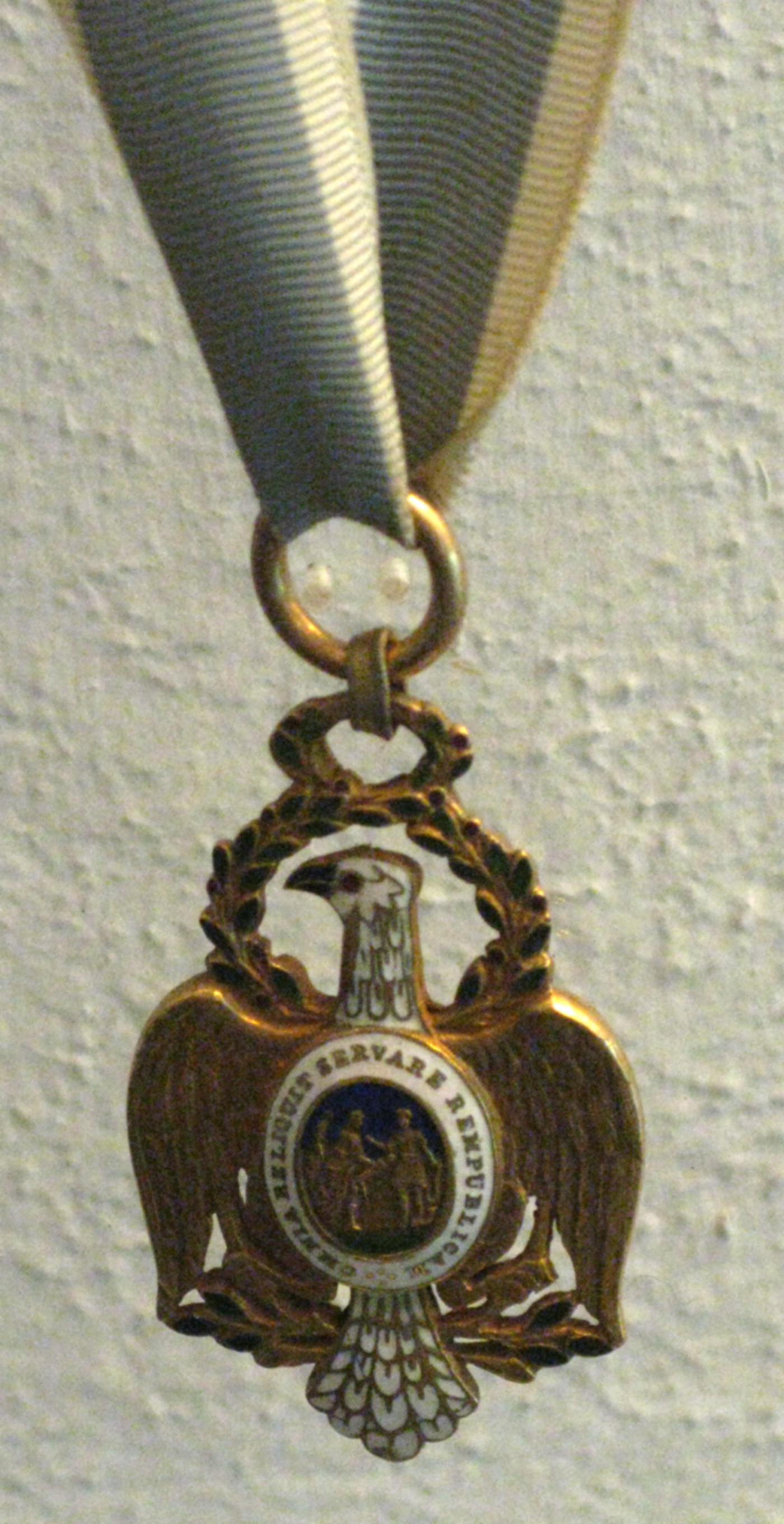
Médaille de l'Ordre de Cincinnati de Tadeusz Kościuszko.

Il s'agit d'une « société d'amis », expression que l'on retrouve à cette époque dans toutes les sociétés proches des quakers, comme les « Amis de la Constitution ».
Son nom de Cincinnatus fut choisi en référence au héros romain, qui, alors que la patrie était en danger, fut appelé par le Sénat pour prendre la tête des armées de la République, et qui, après avoir victorieusement servi son pays, fondit son épée pour la transformer en soc de charrue et retourna, loin des honneurs, labourer ses terres pour continuer à le servir par son travail.
Les membres portent une médaille dessinée par le major Pierre Charles L'Enfant (1754-1825), qui fut le premier secrétaire français. Cette médaille dorée se présente sous la forme d'un aigle à tête blanche (bald eagle) chargé d'un médaillon illustrant l'histoire de Cincinnatus sur un fond bleu, avec, à l'avers, ce citoyen romain exemplaire représenté quittant sa charrue pour servir l'État entouré de la légende « OMNIA – RELINQT – SERVARE – REMPU », « Il abandonna tout pour servir la République », et au revers, le retour de Cincinnatus au labour avec la devise  « VIRT – PRAEM – SOCI – CIN – RUM – INST– AD 1783 », « en récompense de la bravoure – Société des Cincinnati fondée en 1783 après J-C. ». La médaille est tenue par un ruban bleu clair bordé de blanc. 

## Statut juridique de la Société
Juridiquement, l'appartenance à la Société des Cincinnati ne saurait être considérée comme une appartenance à un ordre national américain (Washington n'étant pas chef d'État lorsqu'il la fonda), mais comme l'appartenance à une association patriotique héréditaire. Ses membres se distinguent par le port d'un insigne et non d'une décoration.
Louis XVI, cependant, par lettres du 8 août 1784 et du 12 décembre 1789, reconnaît en France les membres de cette société américaine comme appartenant au « 1er ordre étranger ». L'insigne se portait après la croix de Saint-Louis.
De nos jours, la Société des Cincinnati de France, supprimée en 1792 et refondée en 1925, est une association reconnue d'utilité publique par décret du 20 juillet 1976.
Les instructions données par la Grande Chancellerie de la Légion d'Honneur prescrivent aux membres des forces armées françaises qui seraient également membres de la Société, le port de l'insigne au côté droit afin qu'il ne puisse être confondu avec des décorations portées au côté gauche.[réf. nécessaire]

## Création de la Société

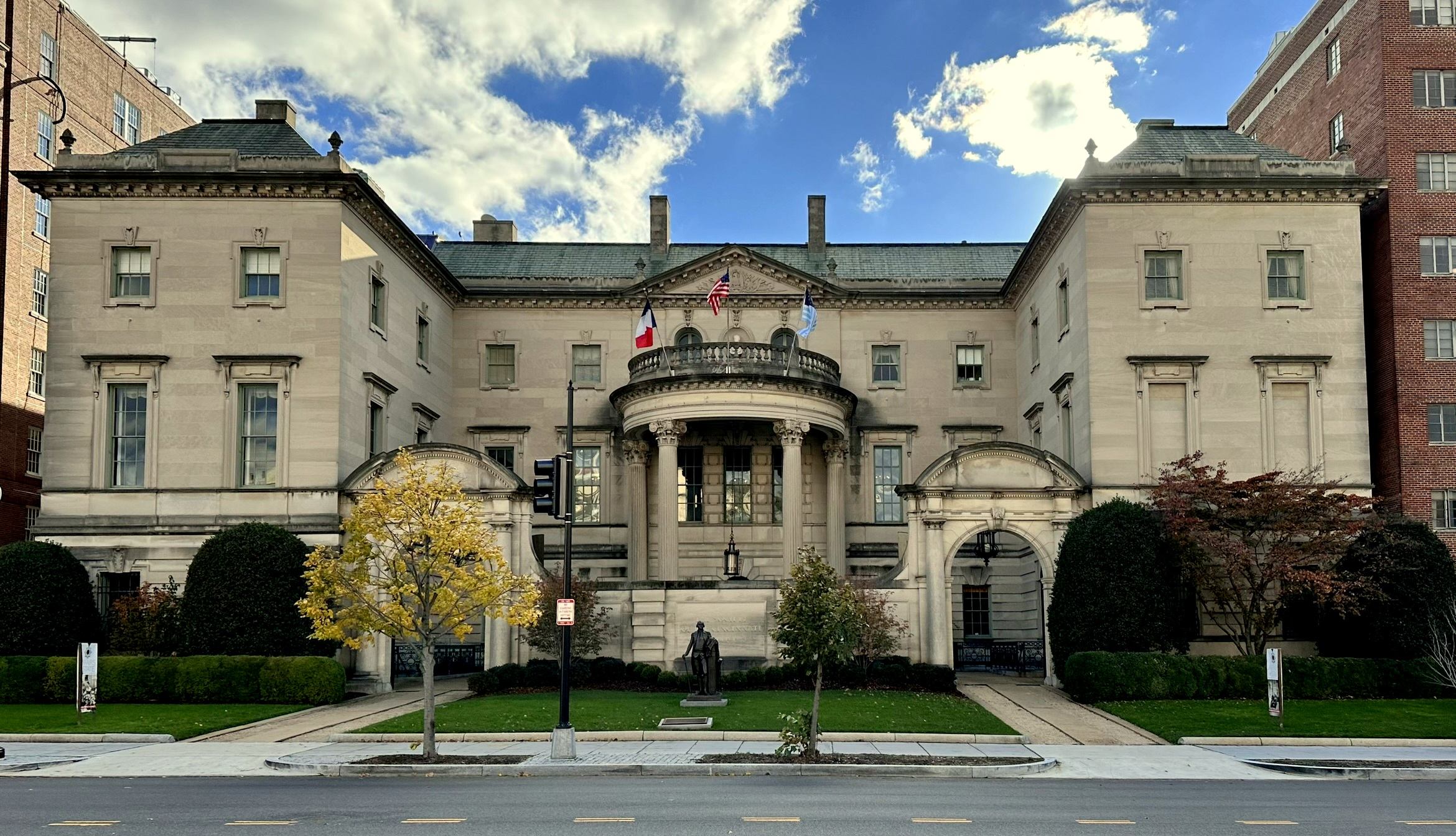
Anderson House, siège de la Société américaine.

Quelques mois avant la signature du traité de Versailles consacrant l'indépendance des États-Unis, le 3 septembre 1783, le général Henry Knox et un Prussien, le baron von Steuben, qui avait pris une part importante à la formation de l'armée américaine, eurent l'idée de fonder une association d'anciens officiers. L'objet en était d'entretenir les liens d'amitié établis entre camarades de combat sur le point d'être démobilisés et ensuite dispersés sur le territoire américain, déjà vaste ; maintenir le culte du souvenir ; défendre les intérêts de ses officiers face à un Congrès peu généreux à leur égard ; et, enfin, faire preuve de patriotisme exemplaires, notamment en encourageant l'unification des treize États d'origine, dont certains ne tenaient pas à perdre leur indépendance au profit d'un État fédéral gourmand. Cette société, dont les objectifs sont pourtant de veiller au respect et à la transmission des principes qui fondèrent la république américaine, mais qui admet une appartenance fondée sur l'hérédité, fut un temps considérée par certains aux États-Unis comme difficilement compatible avec l'esprit républicain.

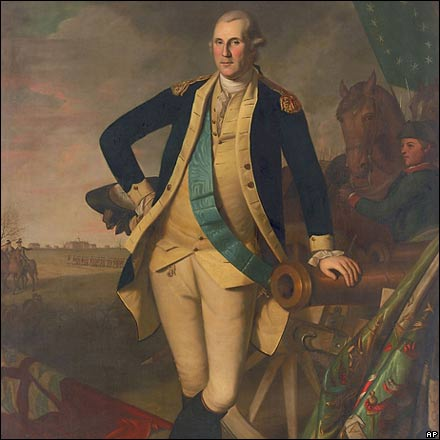
George Washington, premier président de la société.

L'organisation des Cincinnati comporta, dès sa création, treize sociétés, une par État d'origine, à savoir : New Hampshire, Massachusetts, Rhode Island, Connecticut, New York, New Jersey, Pennsylvanie, Delaware, Maryland, Virginie, Caroline du Nord, Caroline du Sud et Géorgie. Le général George Washington se préoccupa rapidement de maintenir les liens avec les camarades de combat français et la France sans laquelle la victoire sur les Anglais n'aurait pas été possible. C'est à son initiative que fut créée la branche française; le nombre des branches coiffées par la Society of the Cincinnati s'éleva donc à quatorze.
La Society of the Cincinnati vit le jour le 13 mai 1783, et se donna pour premier président le général George Washington le 19 juin de la même année; il le demeura jusqu'à sa mort en 1799.

### Portraits des fondateurs

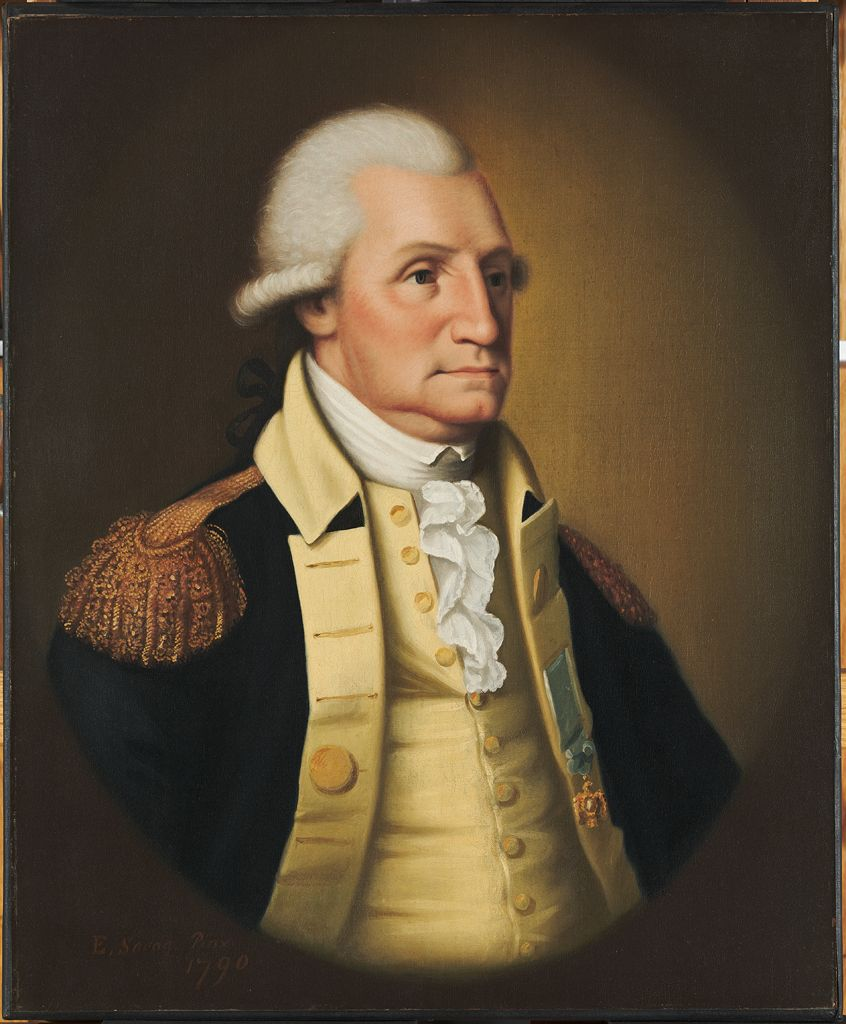
George Washington
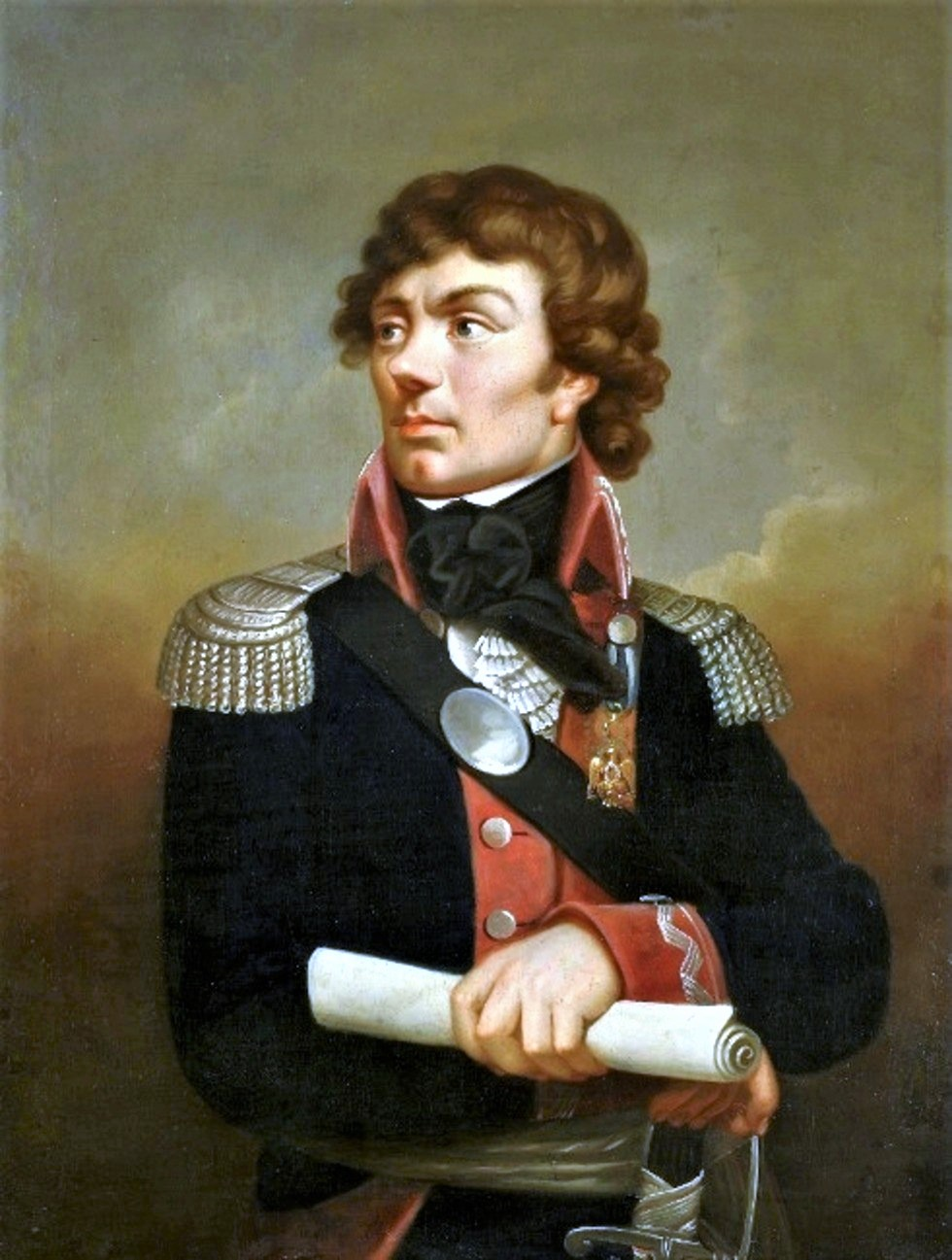
Tadeusz Kościuszko
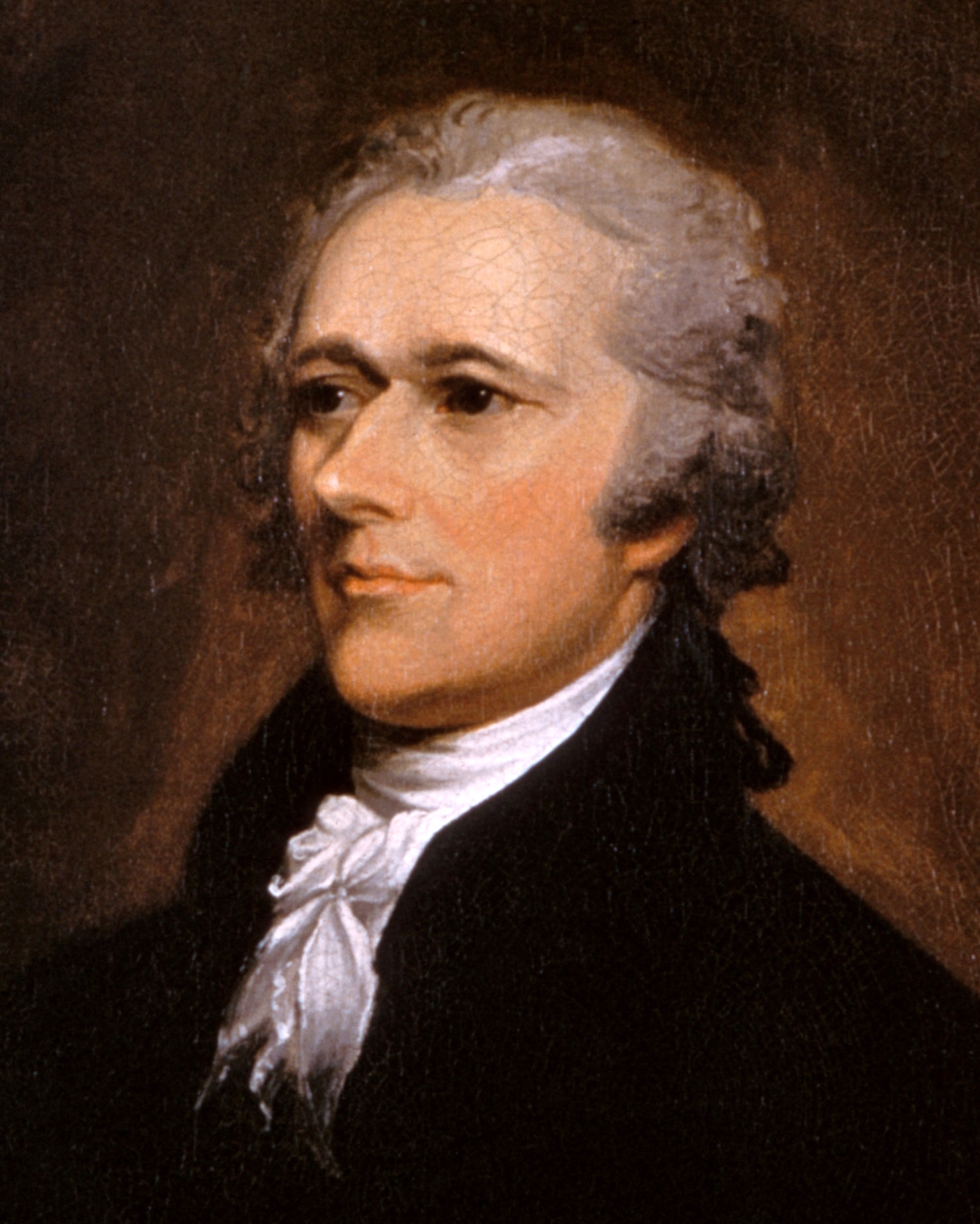
Alexander Hamilton
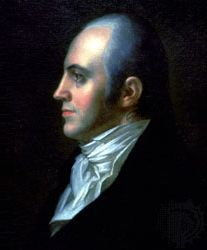
Aaron Burr
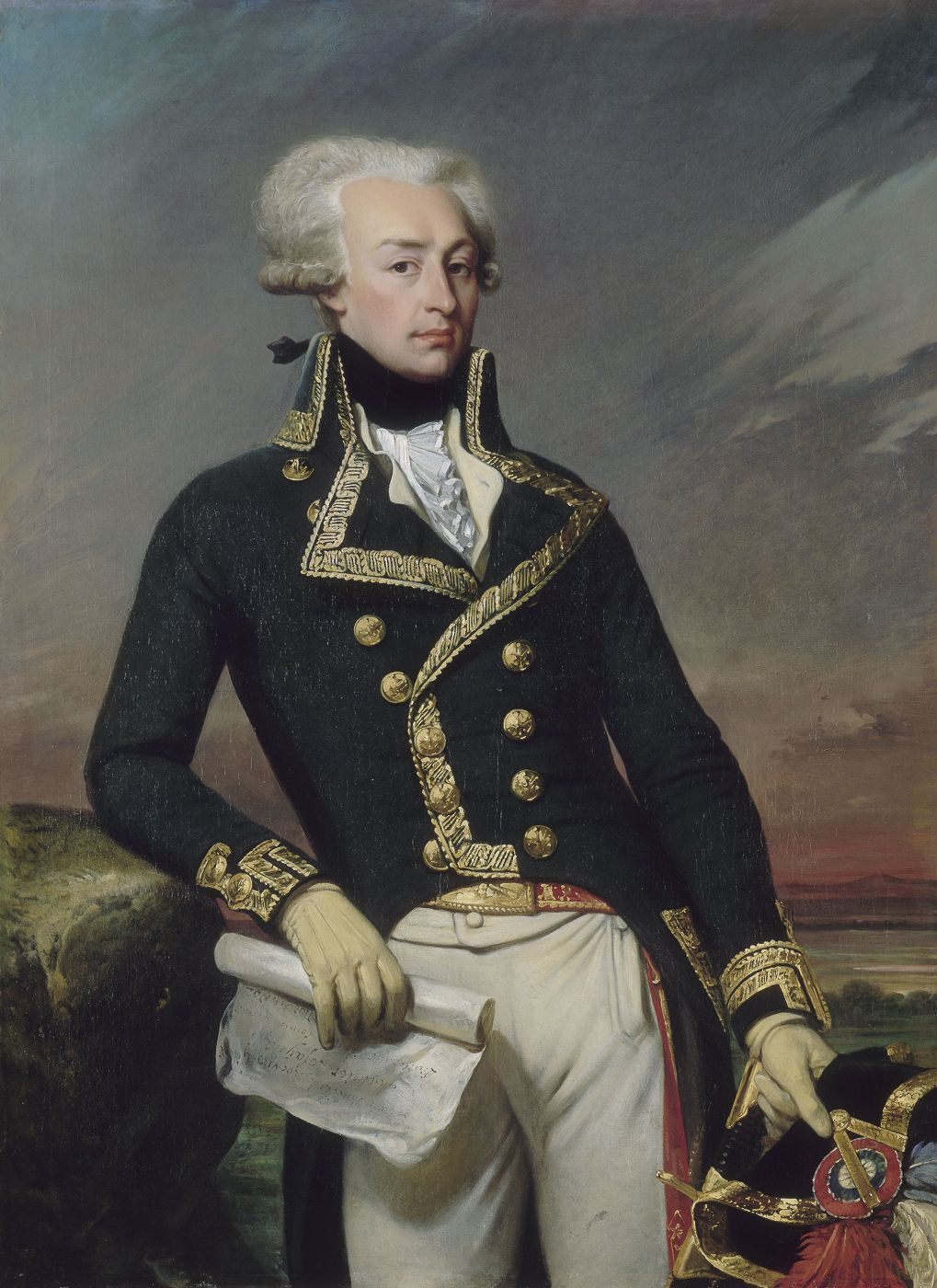
Marquis de Lafayette
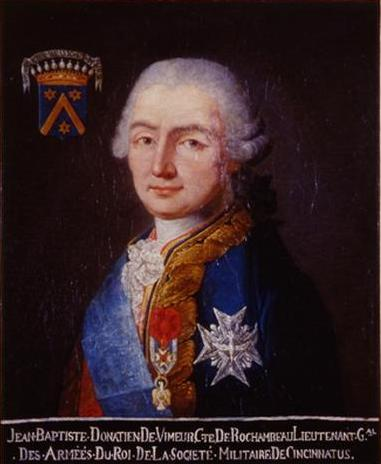
Jean-Baptiste-Donatien de Vimeur de Rochambeau
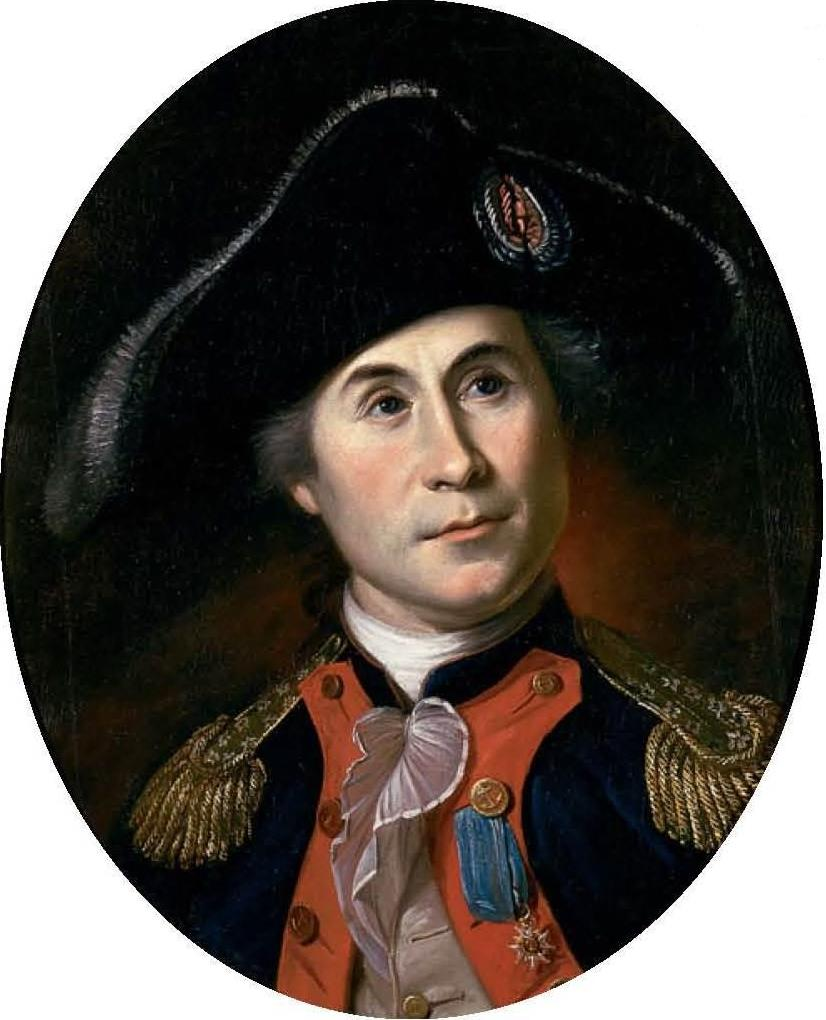
John Paul Jones
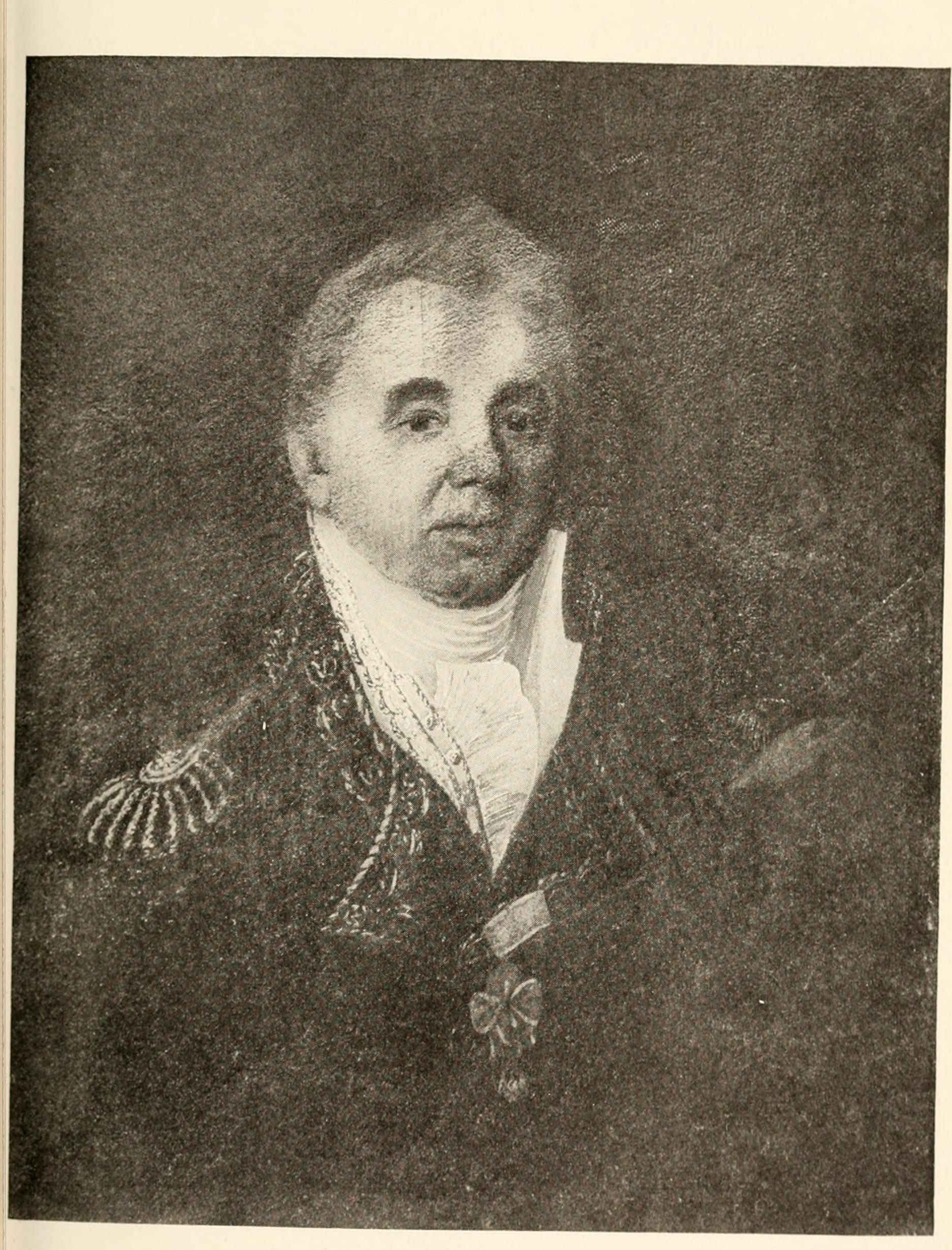
Joshua Barney (en)
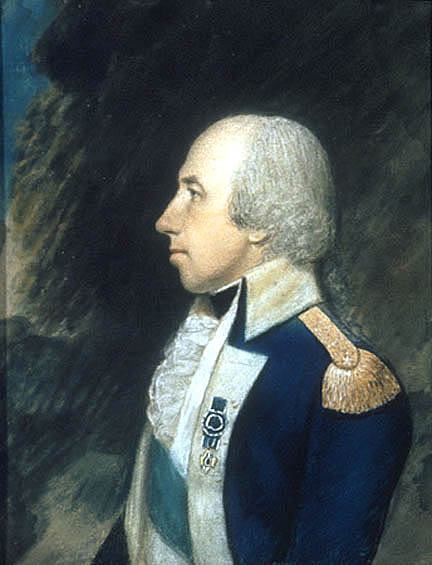
Rufus Putnam (en)
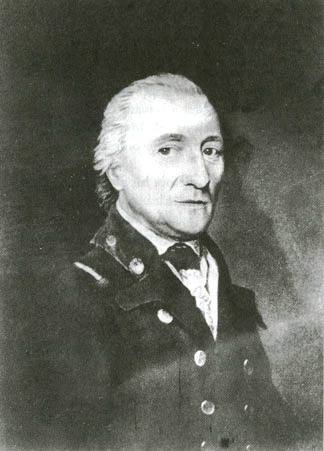
Gustave Rosenthal (en)
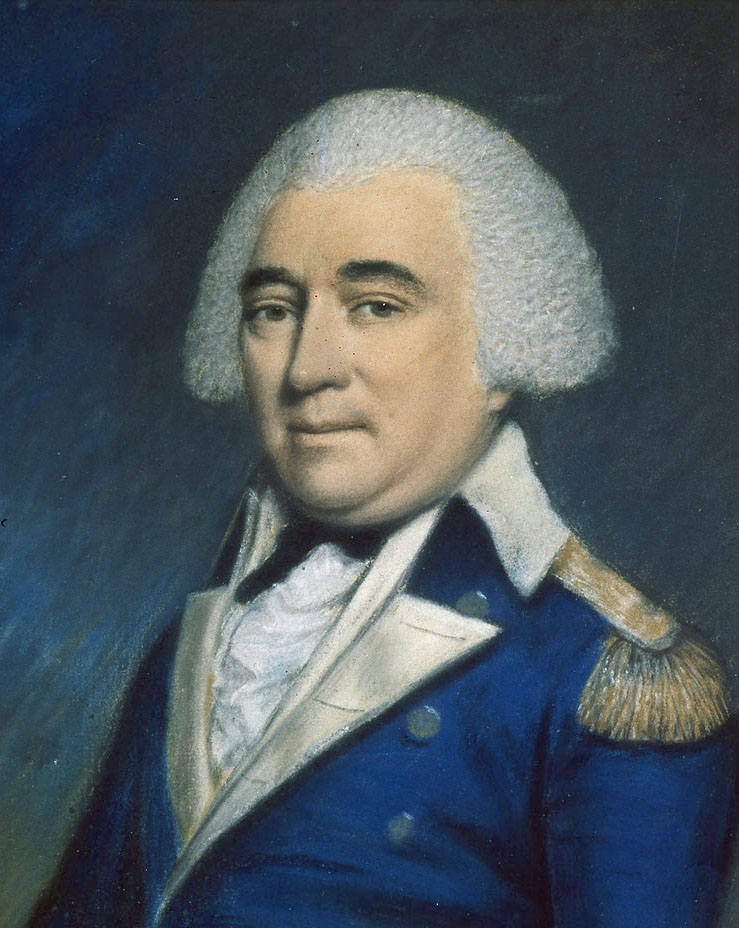
Anthony Wayne
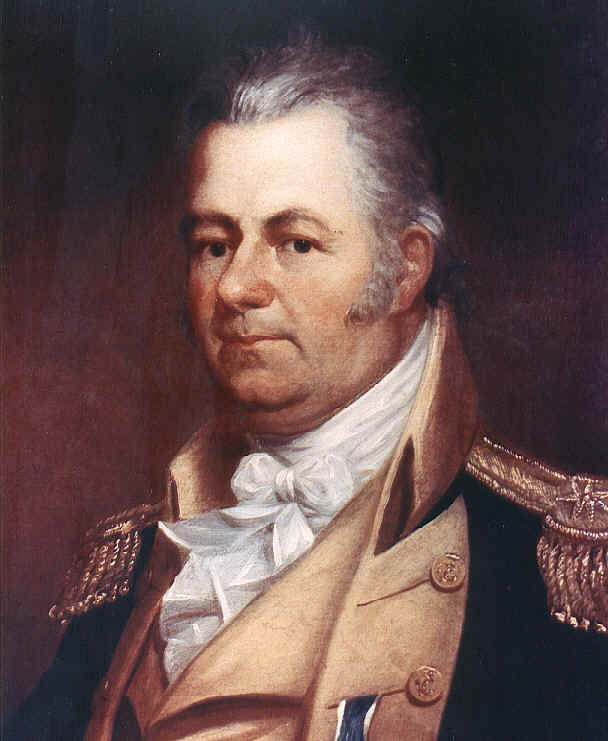
Thomas Truxtun
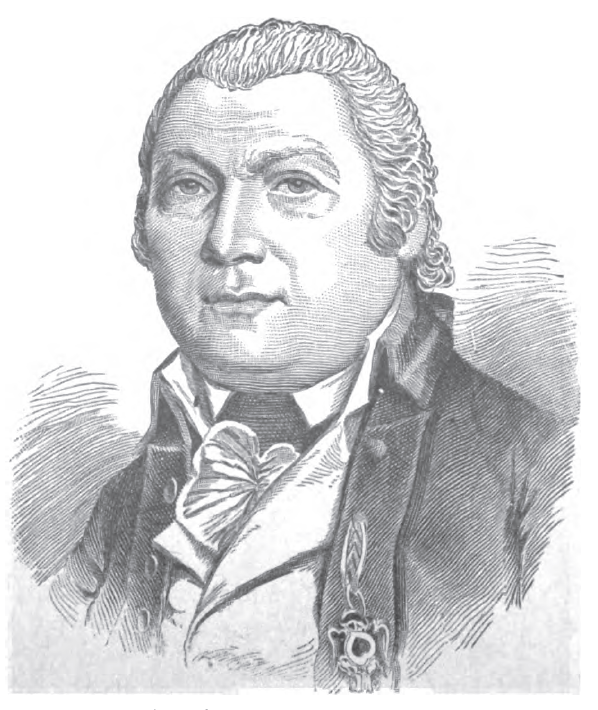
David Ziegler par Howe
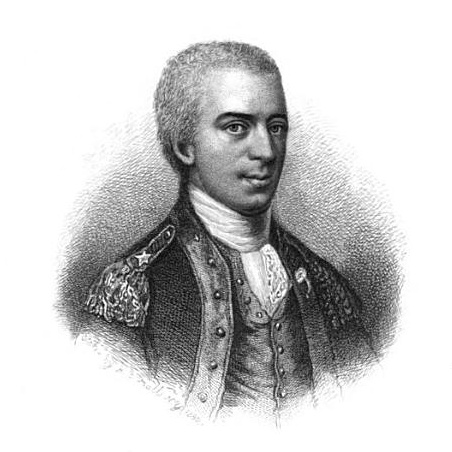
Samuel Blachley Webb
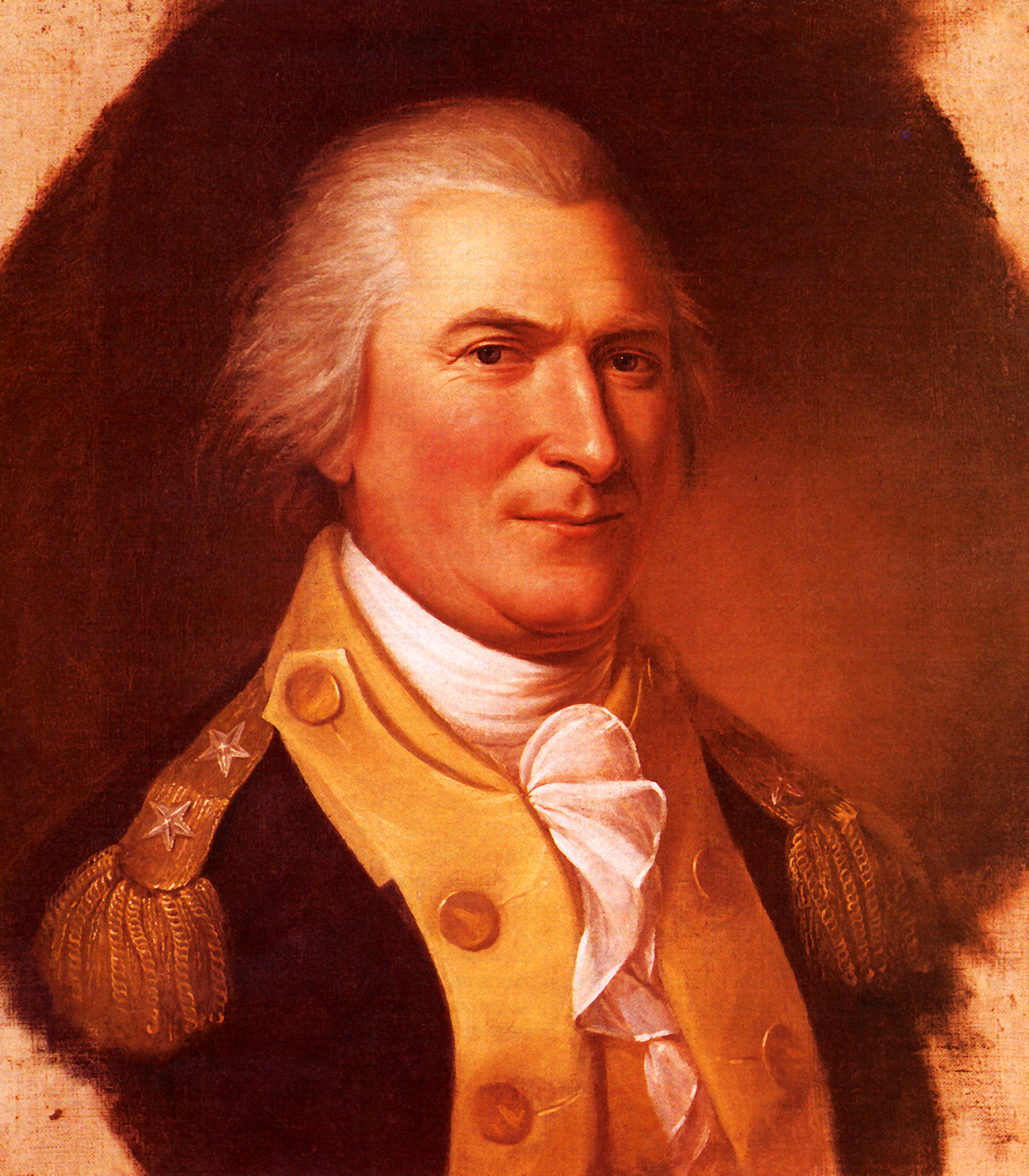
Arthur St. Clair
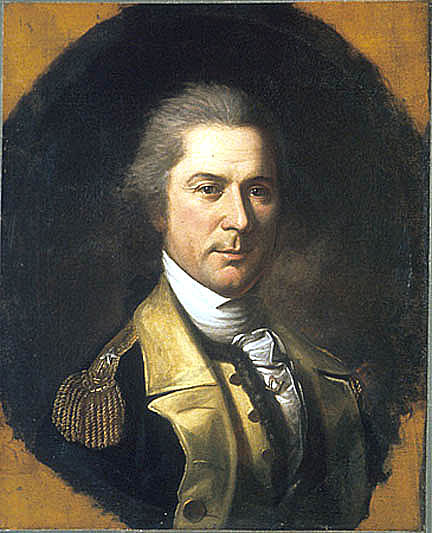
Otho Holland Williams
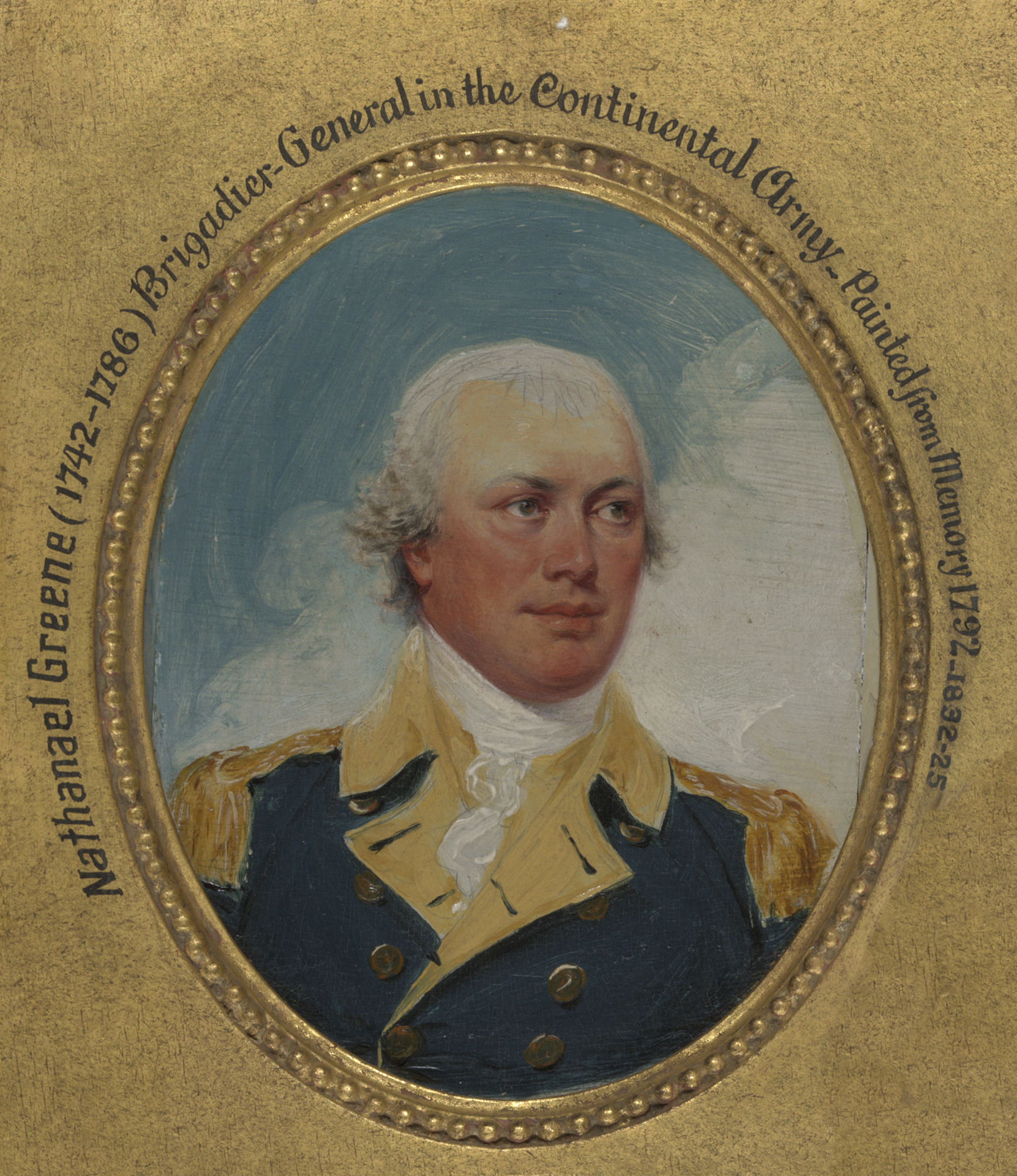
Nathaniel Greene
James Mitchel Varnum
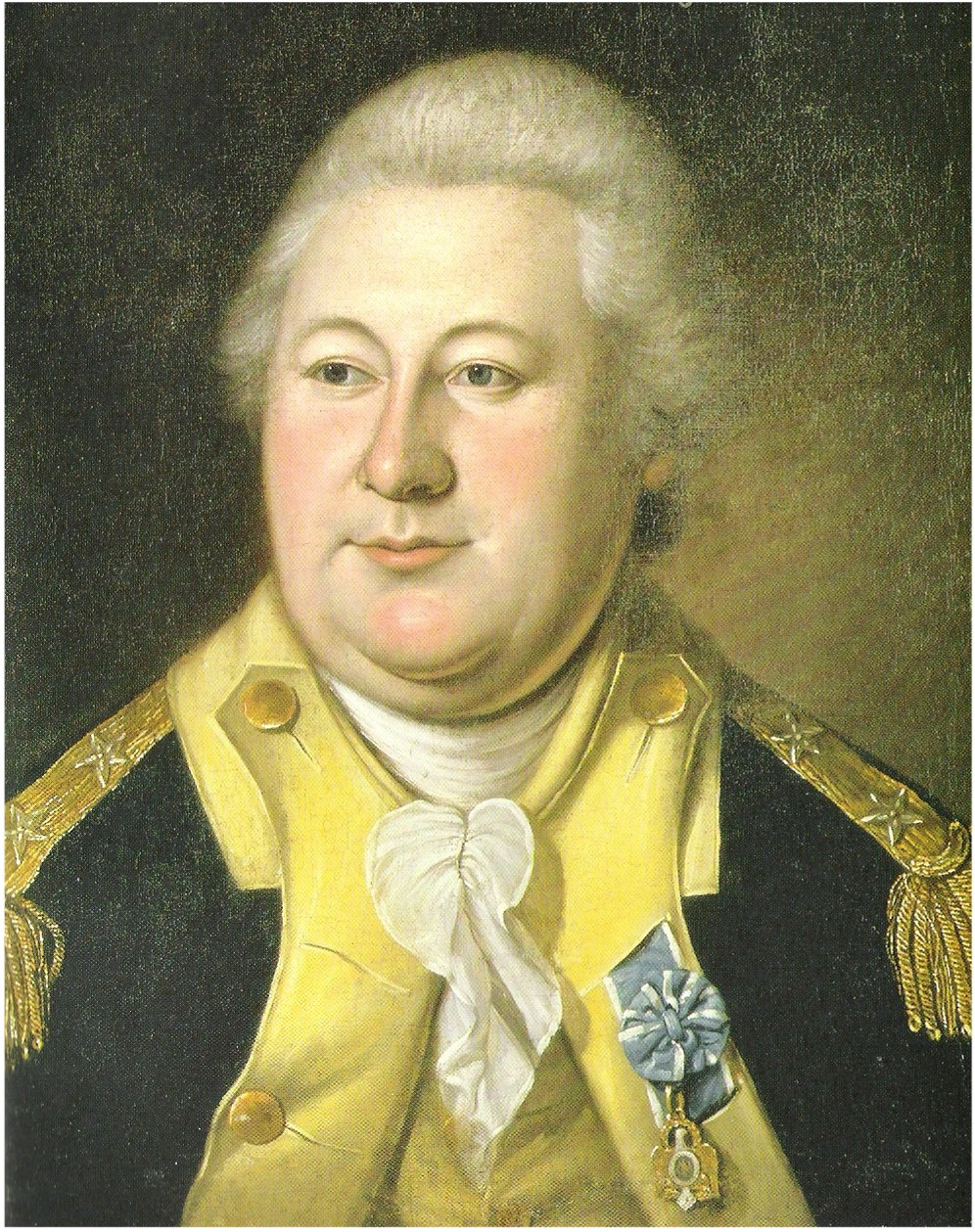
Henry Knox Portrait by Charles Willson Peale, c. 1784
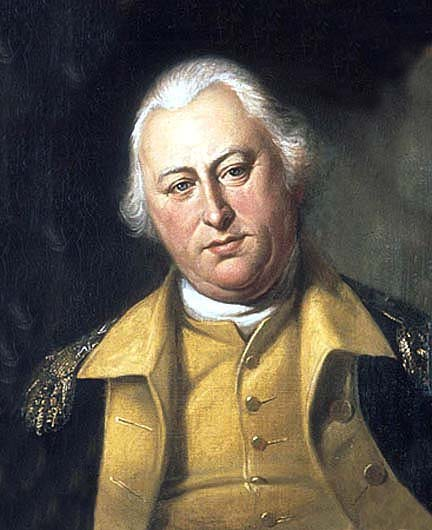
Benjamin Lincoln
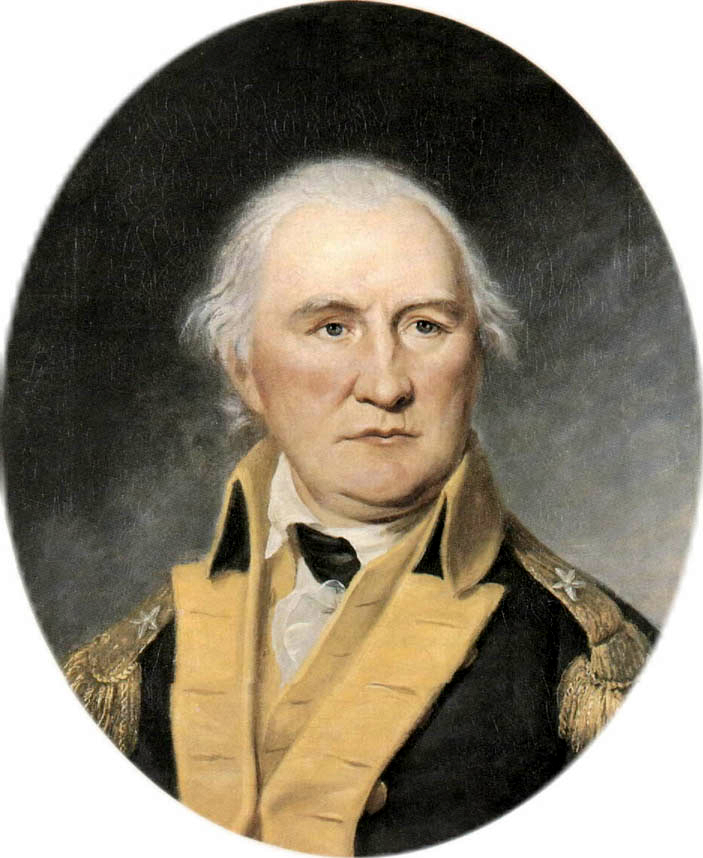
Daniel Morgan
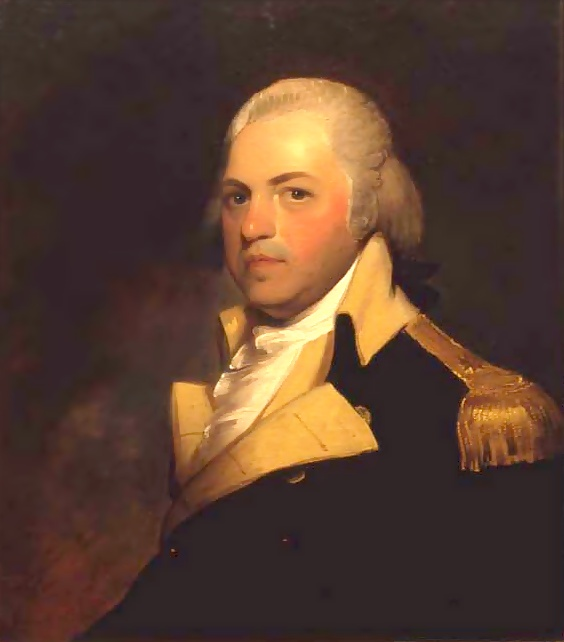
Henry Lee III
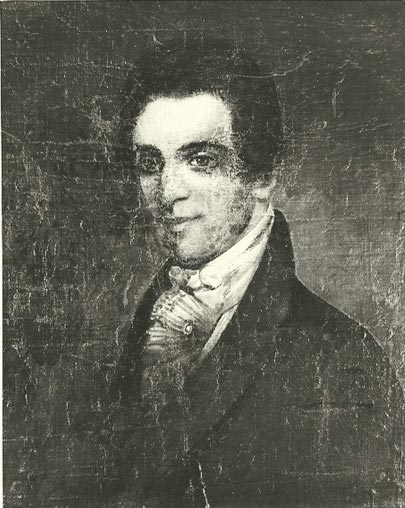
Francis Tennille (en)
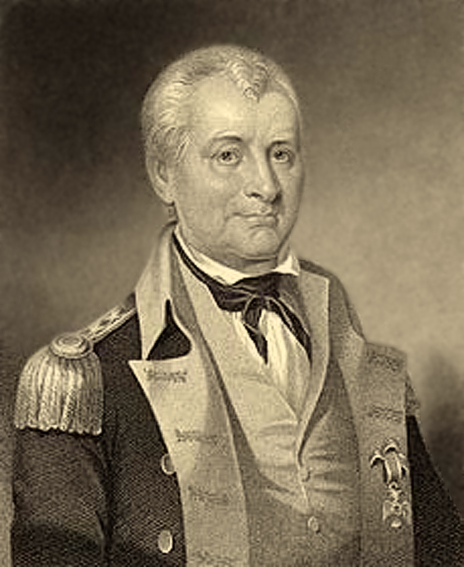
General Lachlan McIntosh
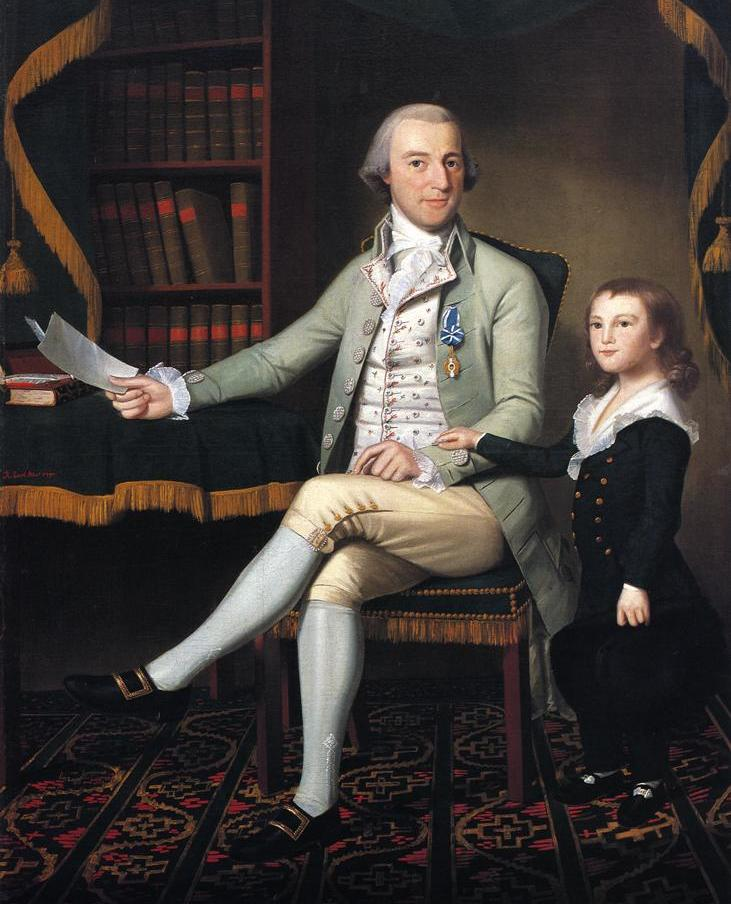
Benjamin Tallmadge
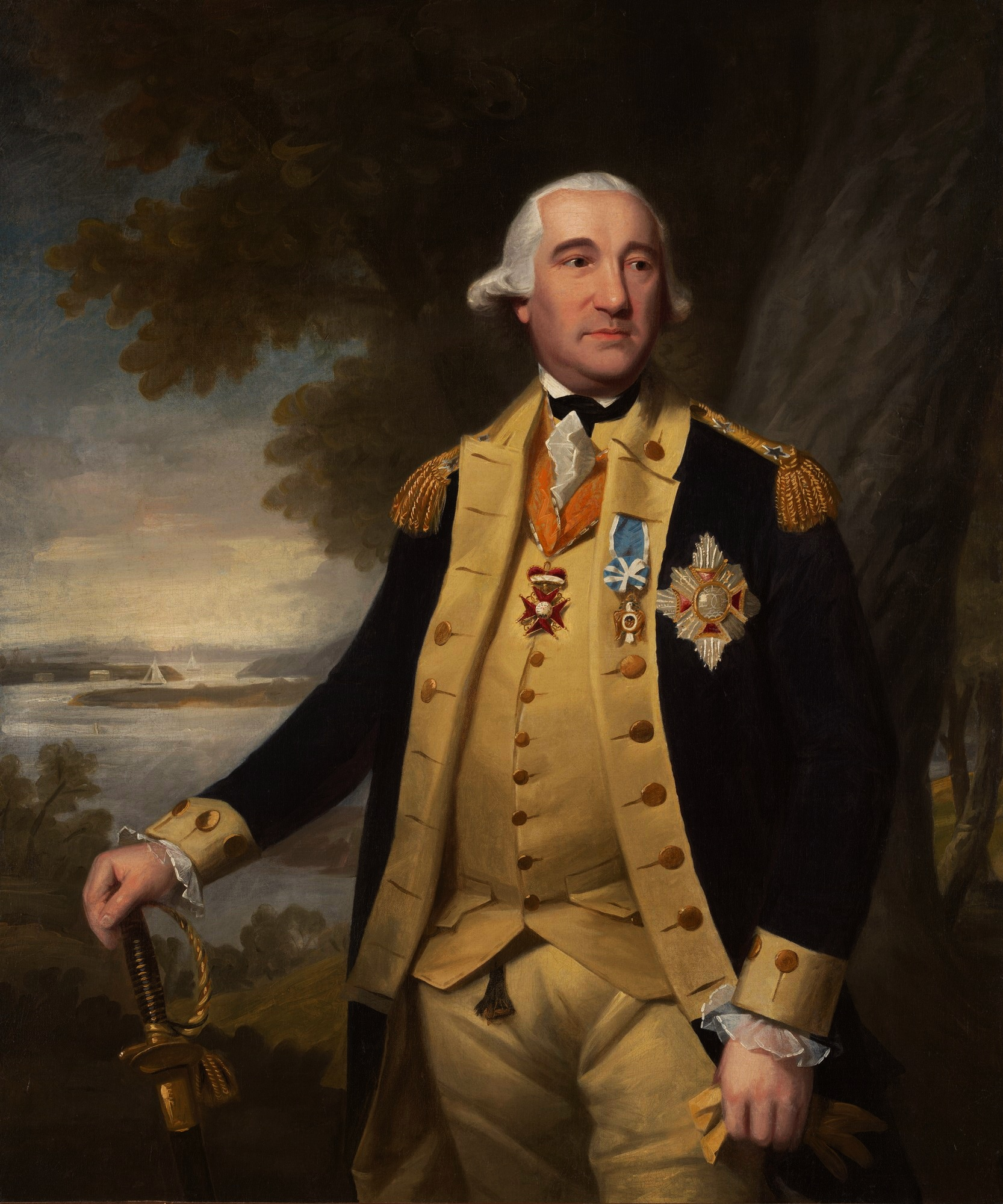
Major General von Steuben
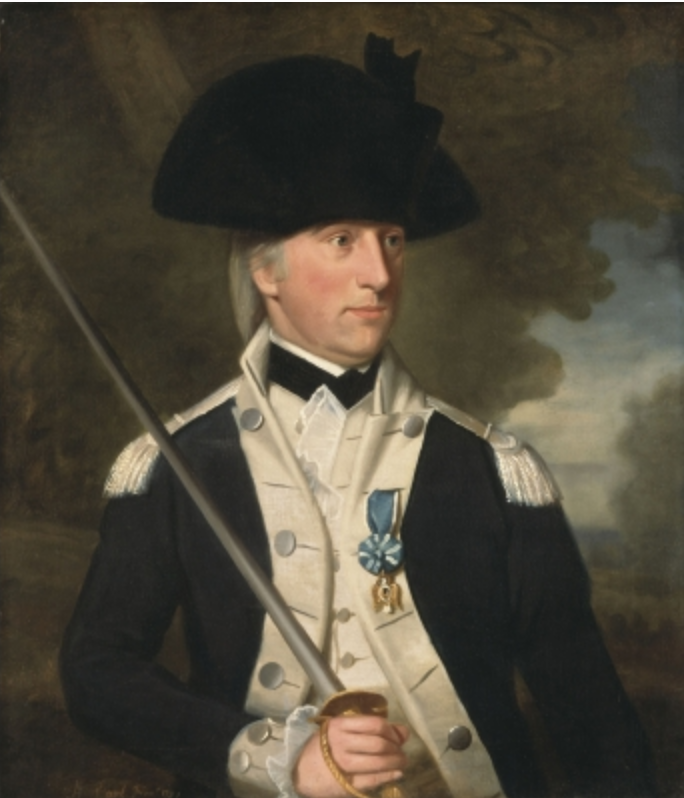
Richard Varick
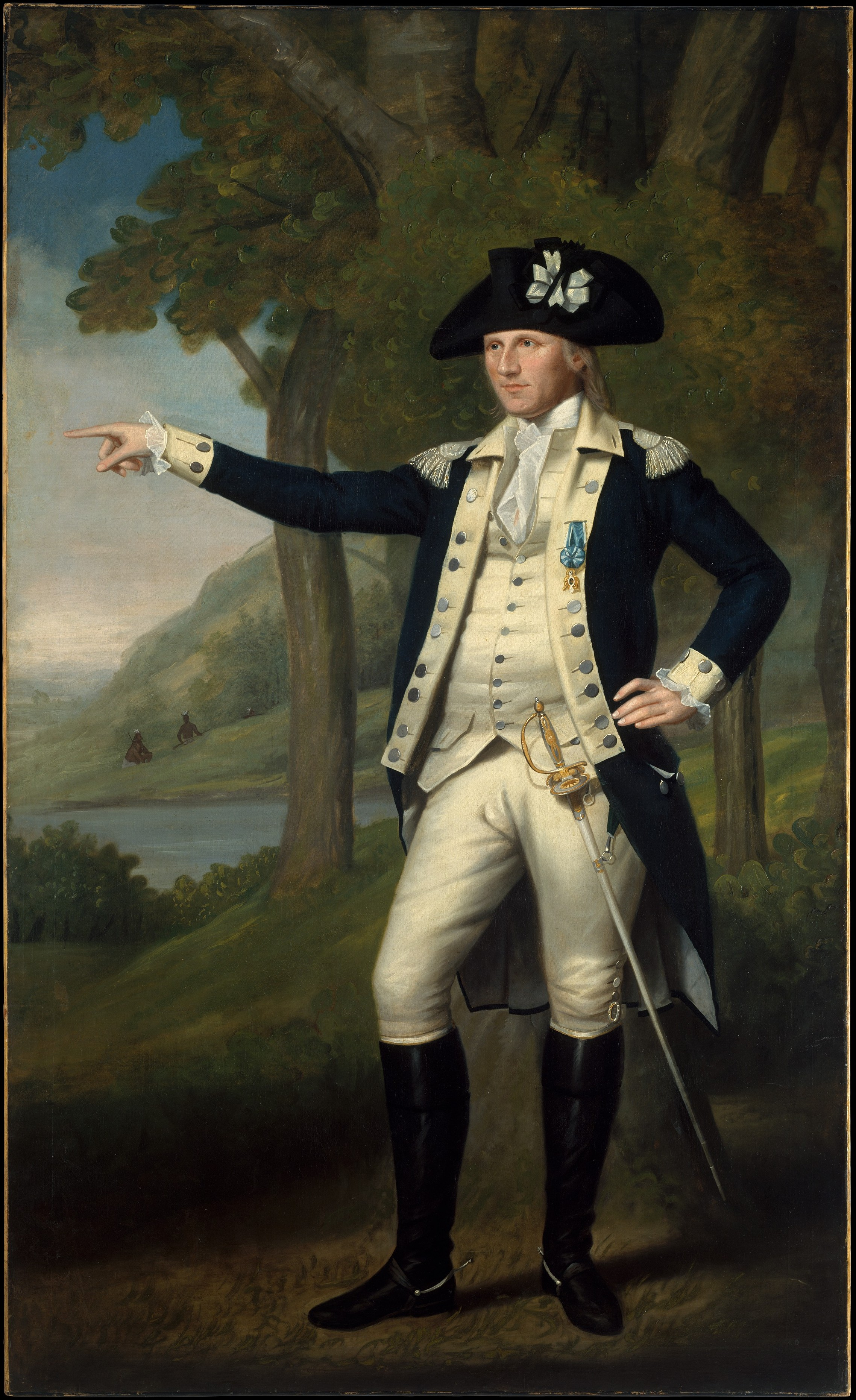
Marinus Willett (en)
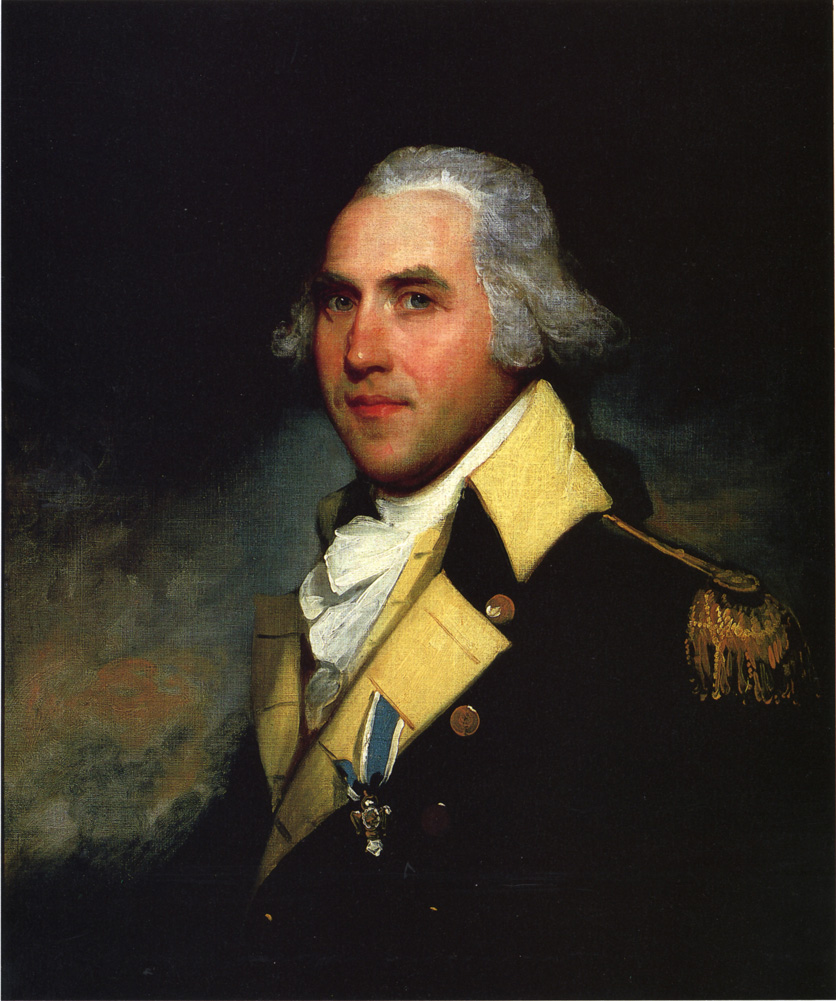
Peter Gansevoort (en), peint en 1794 par Gilbert Stuart
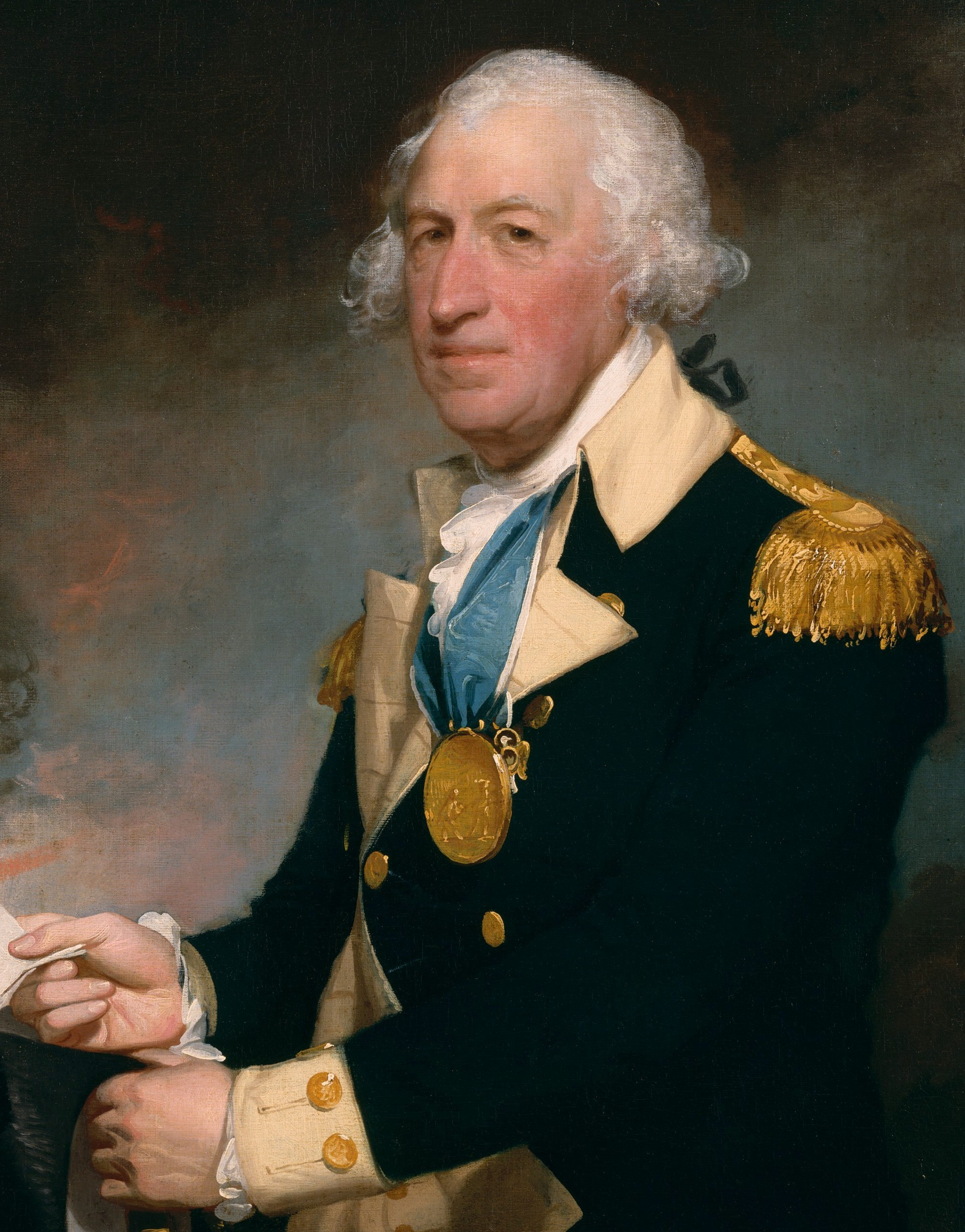
Horatio Gates, peint en 1794 par Gilbert Stuart
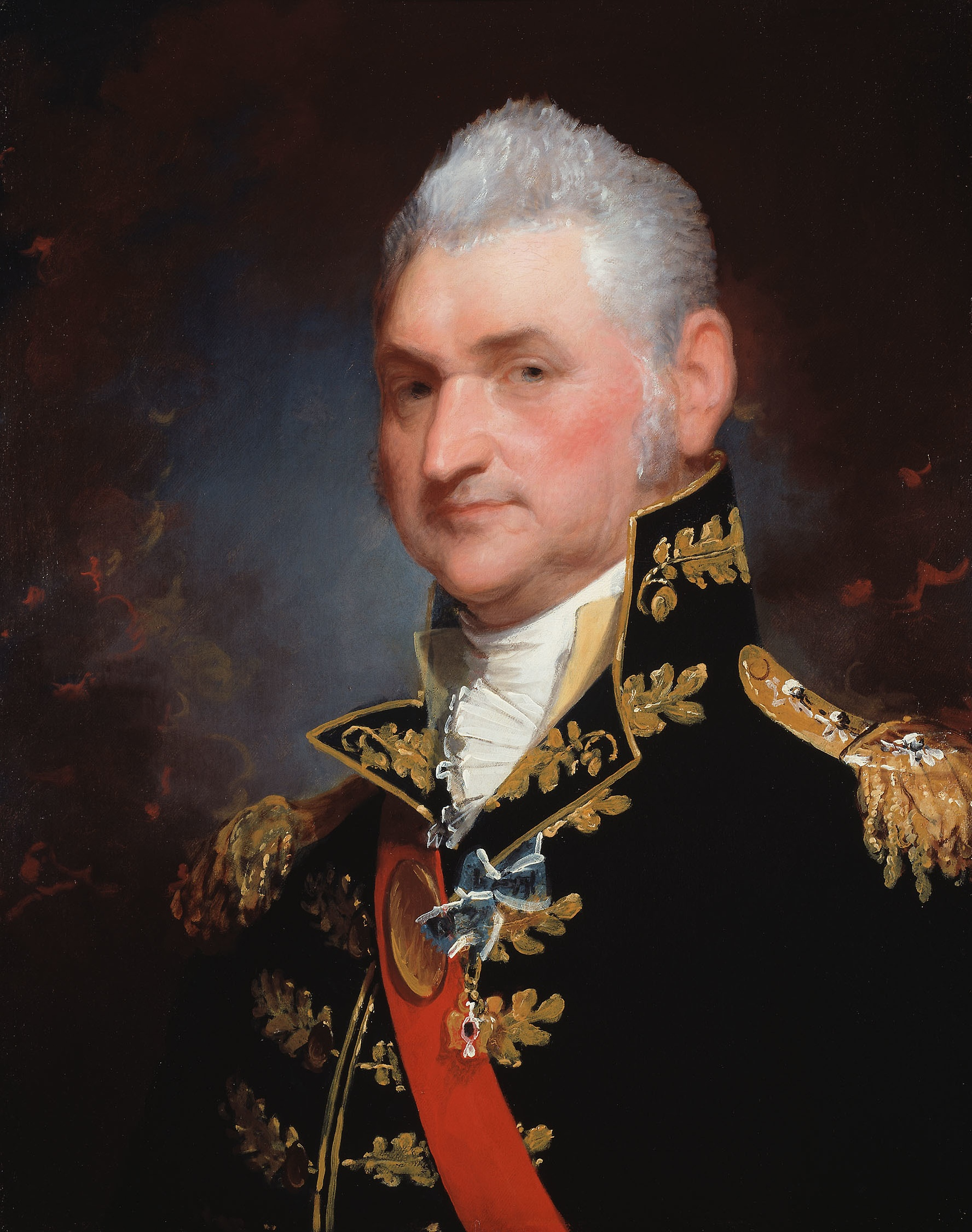
Henry Dearborn
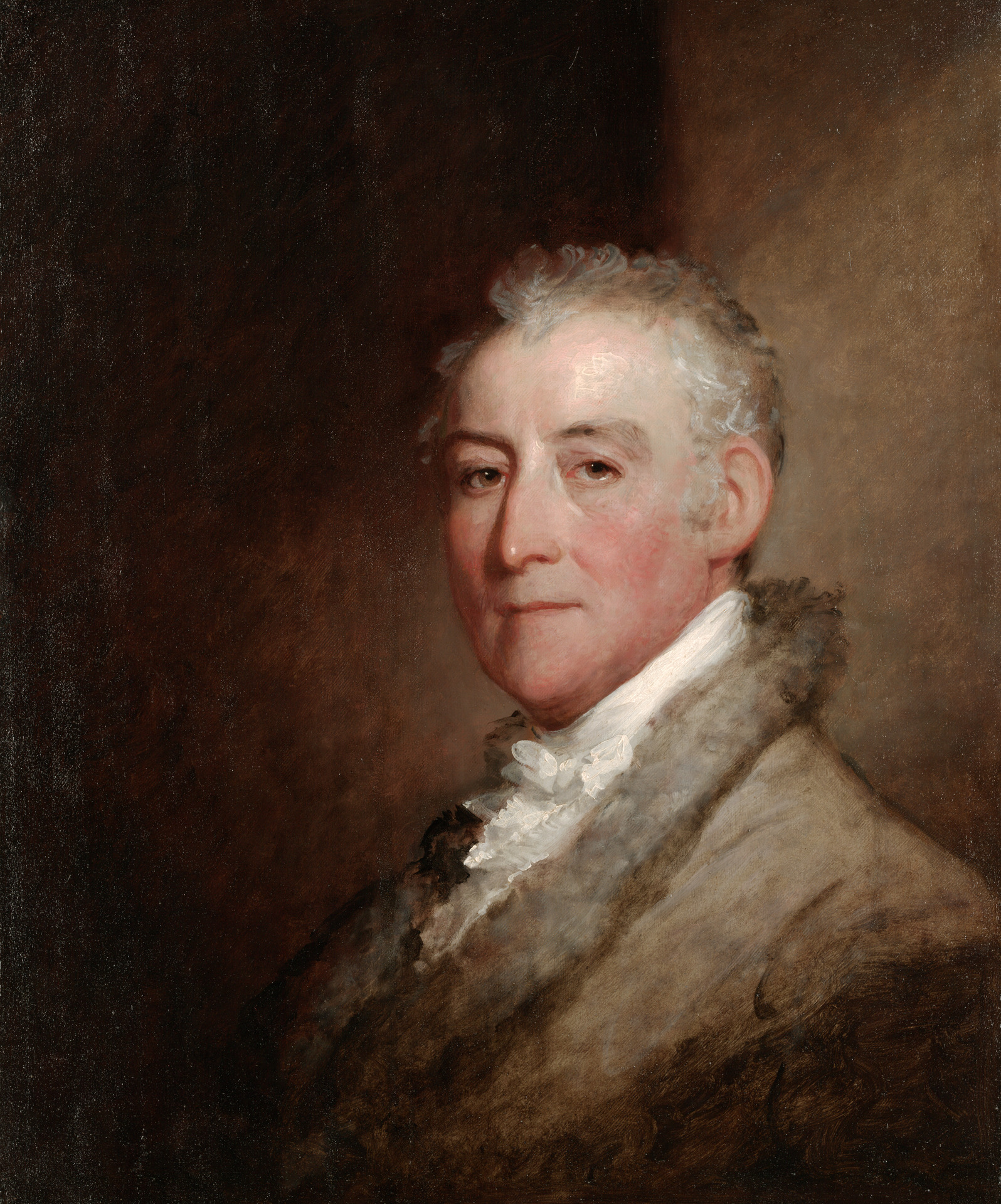
John Trumbull, an 1818 painting by Gilbert Stuart
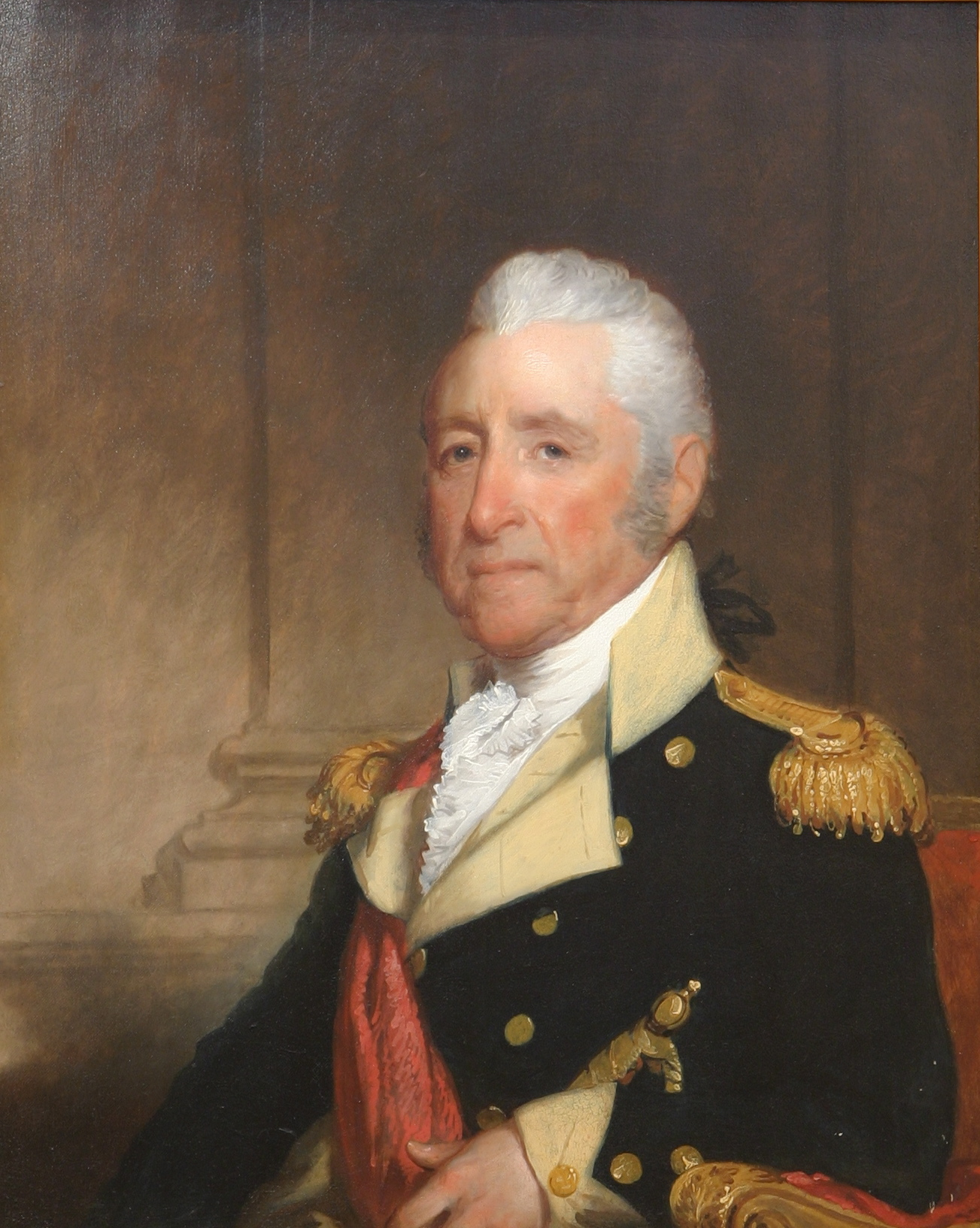
John Brooks, 1820, par Gilbert Stuart

## Objet et principes constitutifs de la Société

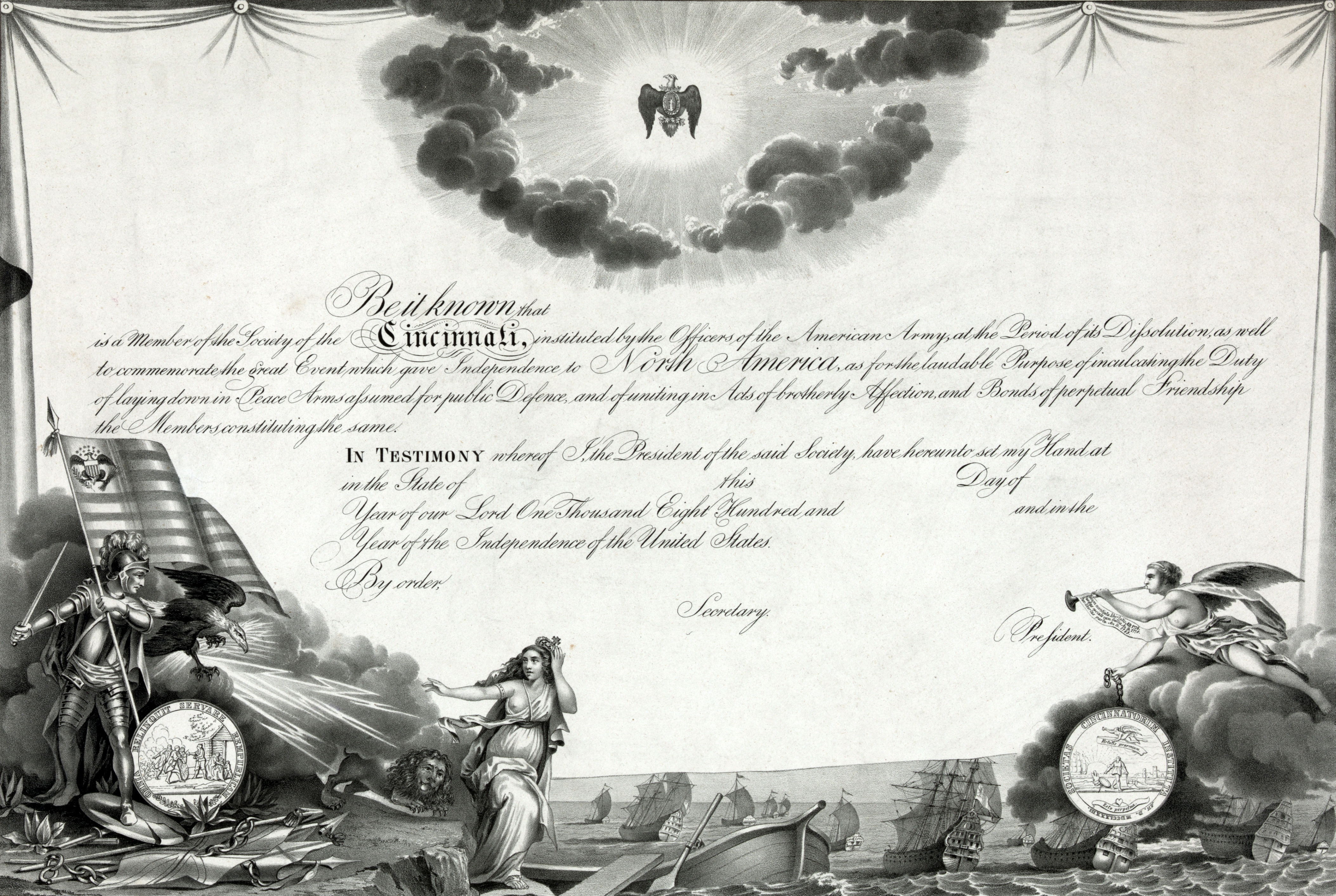
Certificat de membre de la Society of the Cincinnati (XIXe siècle).

La raison d'être de cette nouvelle confrérie avait été définie en ces termes : 

« Il a plu au Souverain Maître de l'Univers, pour le règlement des affaires humaines, de soustraire les colonies d'Amérique du Nord à la domination de la Grande Bretagne et, après un sanglant conflit qui dura huit ans, de les constituer en états libres, indépendants et souverains, unis par des alliances fondées sur les avantages réciproques avec quelques-uns des plus grands princes et puissances de la Terre.
En conséquence, pour perpétuer aussi bien le souvenir de ce grand événement que celui de l'amitié formée au milieu des dangers courus en commun, et, en bien des cas, cimentée par le sang versé sur les mêmes champs de bataille, les officiers de l'armée américaine, par le présent acte et de la façon la plus solennelle, s'associent et se constituent en une société d'amis qui vivra aussi longtemps qu'eux-mêmes, ou que l'aîné de leur postérité mâle ou, à défaut de celle-ci, des branches collatérales, qui sera jugé digne de les représenter & de devenir membre de la société.
Les officiers de l'armée américaine appartenant généralement à la classe civile des citoyens de la nation professent une grande admiration pour le caractère de l'illustre romain Lucius Quintus Cincinnatus &, décidés à suivre son exemple en retournant dans leurs foyers, pensent qu'il est à propos de s'intituler eux-mêmes la Société des Cincinnati.
Les principes suivants seront immuables et formeront la base de la Société des Cincinnati :
- un soin incessant de conserver intacts les droits éminents et les libertés de la personne humaine pour lesquels ils ont combattu et donné leur vie et sans lesquels la haute dignité de l'être doué de raison serait une malédiction au lieu d'être une bénédiction ;
- une volonté inébranlable de maintenir entre les différents États l'union et l'honneur national, si nécessaire à leur bonheur et à la future dignité de l'Empire américain ;
- rendre permanents les liens de camaraderie cordiale entre les officiers. Cet esprit inspirera en toutes circonstances des sentiments fraternels et s'étendra particulièrement et pratiquement aux actes de bienfaisance que les ressources de la Société permettront d'accomplir en faveur des officiers qui se trouveraient malheureusement dans la nécessité d'y recourir. »

## Histoire des Sociétés d'États américaines

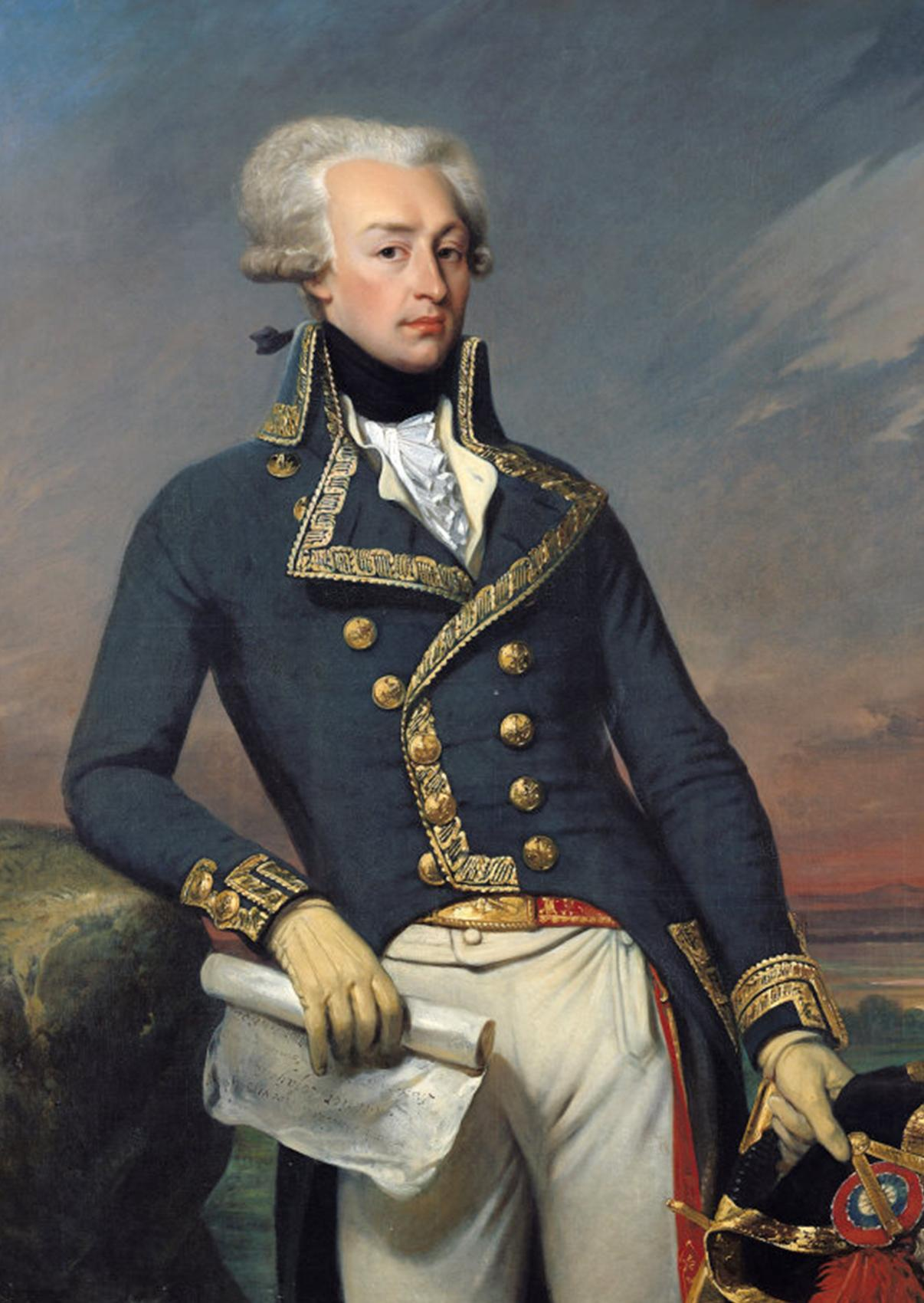
Le marquis de Lafayette.

Bien que la plupart des sociétés d'États aient négligé de tenir des archives au début de leur existence, on s'accorde aujourd'hui à penser qu'en 1790, ils étaient 2 400 membres, alors que 5 300 anciens officiers ayant pris part à la guerre d'indépendance auraient été admis s'ils avaient fait acte de candidature.
Manifestement, Knox voulait que la Société générale fût une clé de voûte, un facteur de coordination et de sauvegarde des principes énoncées plus haut, de même qu'un ciment entre États. Dans un premier projet, Henry Knox avait prévu que la Société se réunirait en assemblée générale, comportant le Président général et les représentants de toutes les sociétés d'États, seulement tous les trois ans. Cependant, cette disposition fut rapidement annulée et l'Assemblée générale devint annuelle.
Ils demeurèrent influents jusqu'au début des années 1790. Par exemple, lorsqu'ils fut question de réformer la constitution américaine dans le sens du renforcement du pouvoir exécutif au détriment de celui du Congrès, vingt-et-un sur les cinquante membres de la Convention chargée de cette réforme étaient des Cincinnati ; de plus, George Washington leur fit une grande place dans le gouvernement formé après l'adoption de cet amendement.
Mais, peu après, les Cincinnati perdirent insensiblement leur dynamisme ; seules sept sur les treize sociétés d'État se firent représenter à l'assemblée annuelle en 1790. Elles ne furent que cinq en 1796 et deux seulement en 1799 alors que Washington se mourait.
À partir de ce moment, la Société tomba en léthargie. Il en fut de même pour la plupart des sociétés d'État.
Sept d'entre elles se réveillèrent de temps à autre, mais au moins une d'entre elles se saborda tout à fait en 1802 : celle du Delaware. La Société disparut pendant un demi-siècle, si on excepte trois tentatives, dont celle de 1838 à laquelle ne participèrent que le Président général, le Secrétaire général et le délégué de Pennsylvanie. Lors du voyage triomphal de Lafayette aux États-Unis en 1824-1825, les Cincinnati accueillent à plusieurs reprises le "héros des deux mondes". Par exemple le 6 septembre 1824, il est accueilli par les Cincinnati de New York pour un grand buffet d'honneur.
On n'en continuait pas moins à désigner, certes d'une manière bien artificielle, des Présidents généraux, toujours choisis parmi les vieillards, anciens combattants de l'Indépendance. Le dernier d'entre eux mourut en 1848.
L'institution renaquit de ses cendres en 1854 sous la présidence énergique de Hamilton Fish, qui fit adopter un assouplissement considérable des conditions d'admission ainsi que la faculté, pour chacune des sociétés d'État, d'introduire certaines variantes dans leurs statuts, en fonction des conditions locales, tout en conservant l'essentiel. Ces mesures réalistes, de même que la personnalité attachante de Fish, eurent des conséquences heureuses : en quelques années, l'organisation comptait de nouveau 800 membres.
Tout naturellement, la guerre de Sécession (1861-1865) interrompit le fonctionnement de l'association, car il y avait des Cincinnati dans les deux camps, mais la réconciliation fut rapide entre collègues peu après la fin des hostilités.
Les Cincinnati attendirent le début du XXe siècle pour se réconcilier avec l'Angleterre. En 1947, ils allèrent même jusqu'à accueillir dans leur sein Winston Churchill, en sa qualité de descendant par sa mère d'un officier américain qui avait combattu contre les Britanniques.
Les Cincinnati s'organisèrent peu à peu. Le premier annuaire général parut en 1929. Dès lors, on connut de manière exacte les effectifs de chacune des quatorze sociétés ; avant cela, il n'y avait rien de sûr.

## La Société des Cincinnati de France

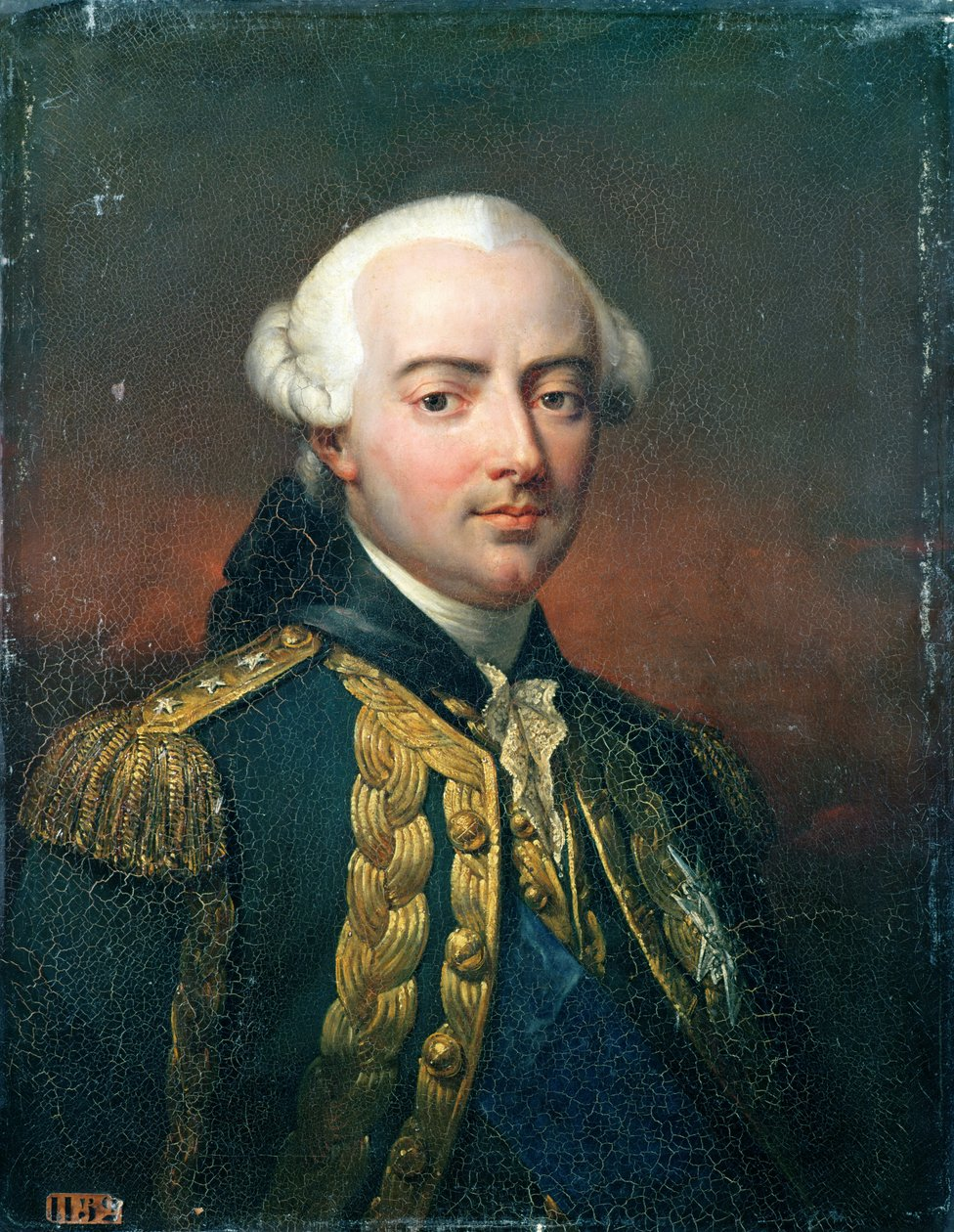
L'amiral d'Estaing, premier président de la Société des Cincinnati de France.

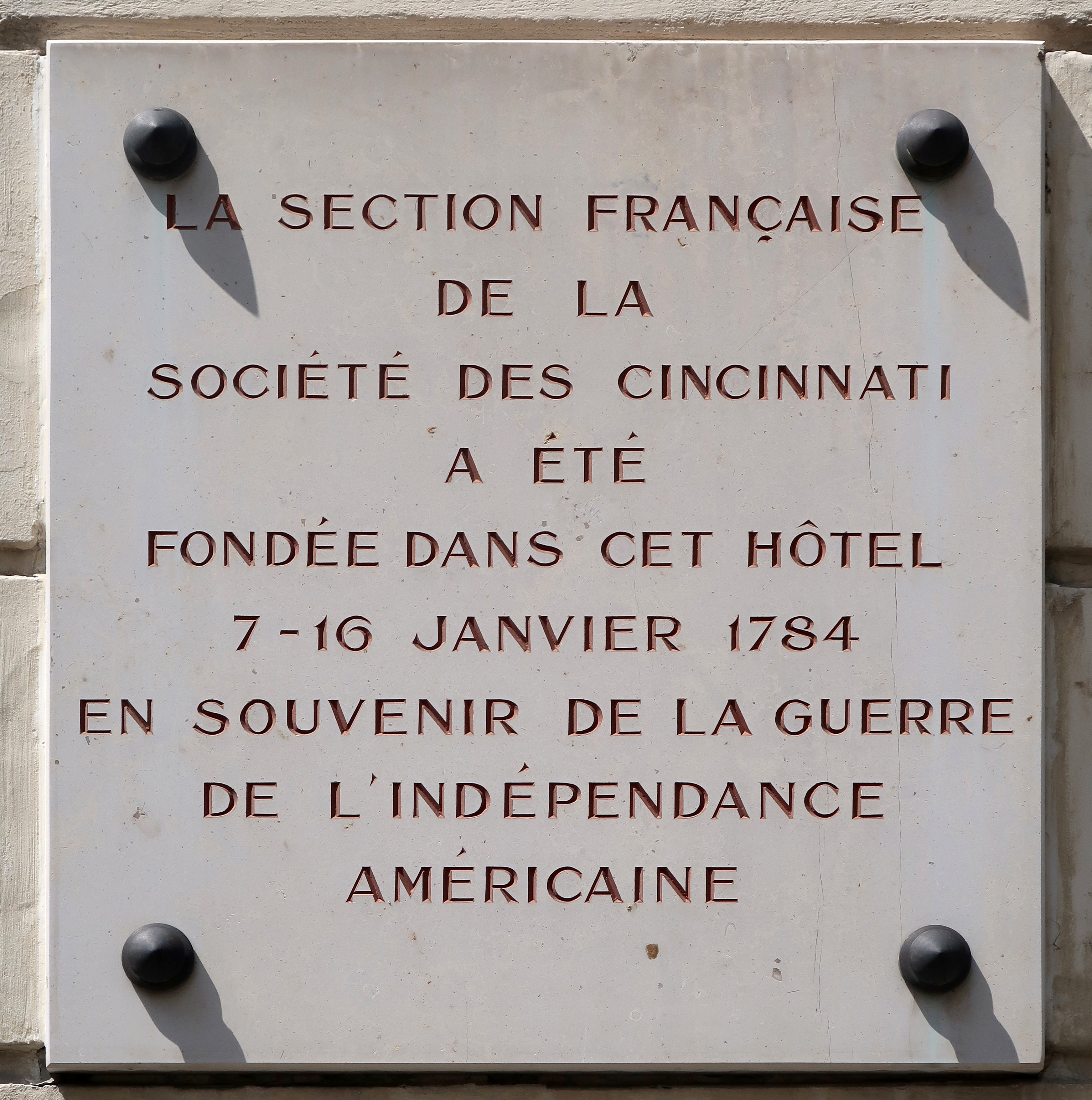
Plaque hôtel de Rochambeau, 40 rue du Cherche-Midi (Paris).

La Société des Cincinnati de France fut fondée en 1783 (approuvée par le roi Louis XVI le 18 décembre 1783 à Versailles) sous la forme d'une société d'amis par ceux des officiers français qui, ayant combattu pour l'indépendance des États-Unis d'Amérique avaient, à ce titre, été invités par la Société générale des Cincinnati des États-Unis à en devenir membres à part entière, sous réserve de l'agrément du roi Louis XVI.
Dans une lettre du 3 juin 1783, la Société des Cincinnati avait désigné les Français qui devaient recevoir la médaille de l'ordre de la Société et qu'elle avait l'honneur de considérer comme ses membres :
- le chevalier de La Luzerne, ministre plénipotentiaire,
- le sieur Gérard, ancien ministre plénipotentiaire,
- le comte d'Estaing, le comte de Grasse, le comte de Barras, le chevalier des Touches,
- les amiraux et commandants de la Marine,
- le comte de Rochambeau, commandant en chef, les généraux et colonels de son armée

Elle tint sa première assemblée générale le 7 janvier 1784. À cette première réunion qui se tient dans l'hôtel du comte de Rochambeau, rue du Cherche-Midi, sont présents :
le comte de Rochambeau qui préside la réunion, le lieutenant général baron de Vioménil, le chevalier de Chastellux, le comte de Vioménil, le marquis de Saint-Simon, le marquis de Choisy, le comte de Custine, le duc de Lauzun, le duc de Laval, le comte d'Autichamp, le marquis de Rostaing, le chevalier d'Aboville et le chevalier de La Valette, le comte de Saint-Maime, le vicomte de Poudenx, le vicomte d'Arrot, le vicomte de Rochambeau, le vicomte de Noailles, le comte de Charlus, le comte Robert Dillon, le comte de Ségur, le prince de Broglie, le comte de Vauban, le comte de Damas et le marquis de Champcentez.
Le comte d'Estaing est désigné provisoirement président de la Société des Cincinnati en France, et le comte de Ségur son secrétaire au cours d'une réunion tenue le 10 mars 1784. Ils sont élus le 4 juillet 1784 pour la première réunion de la Société des Cincinnati en France. Le comte de Rochambeau est vice-président, M. de Baulny, le trésorier. Les comtes d'Estaing et de Rochambeau et le marquis de La Fayette constituant le comité des admissions à la Société. Le secrétaire à la Guerre, Henry Knox, secrétaire général de la Société des Cincinnati a écrit, le 27 septembre 1785, qu'il laisse ses compagnons de l'armée française, seuls juges de ceux pouvant être admis dans la société.
À la suite de discussions, les statuts de l'institution de la Société des Cincinnati ont été proposés avec deux sections :
- la première section comprend les officiers qui ont servi dans l'armée ou la marine américaine sous commissions du Congrès,
- la seconde section comprend les officiers servant sous commissions de Louis XVI qui ont coopéré avec les armées des États-Unis pour sa liberté.

La dispersion de ses membres en 1792 au moment de la Terreur mit durablement fin à son existence en France. La Société des Cincinnati en France fut reconstituée le 4 juillet 1925 à Paris.

### Recherche sur les anciens combattants français de la guerre d'indépendance
En 1884, dans le but d'instituer un Recueil officiel de l'Ordre national de Cincinnatus, le département d'État de Washington s'adressa au ministère des Affaires étrangères de Paris pour avoir des renseignements exacts sur des informations déjà en sa possession, relatives aux nombreux officiers qui avaient eu à recevoir la décoration américaine.
Une liste, établie aux archives de la Bibliothèque du Congrès, fournie au ministère de la Guerre français par le secrétaire de la Légation des États-Unis en France, Henry Vilbud, historien et archéologue de grande réputation, permit à l'administration du boulevard Saint-Germain d'accomplir un travail minutieux. « La plupart des faits, écrit à ce propos le vicomte de Noailles dans son ouvrage de 1903, la plupart des noms dont quelques-uns virent rectifier leur orthographe, furent retournés avec des mentions précises. Pour d'autres, les recherches n'aboutirent à aucun résultat. Ils restèrent tels qu'ils avaient été signalés. Il semble presque impossible de retrouver les noms de tous ces braves qui servirent dans l'armée du Congrès ou dans les légions provinciales après l'examen effrayant de longueur de tous les officiers entre 1776 et 1783. Une lacune existerait jusqu'à ces jours car plusieurs gagnèrent l'Amérique sans avoir appartenu à l'armée nationale, ou après en être sortis. »
En 1903, sur la demande de la National Society of Sons of the Revolution, le Quai d'Orsay publia aux Librairies Réunies Mortenez et Martinez à Paris, un ouvrage contenant 50 000 noms de marins et soldats français avec une introduction de Henri Mérou, consul de France à Chicago. L'ouvrage est intitulé Les Combattants français de la guerre américaine 1776-1783, listes établies d'après des documents authentiques déposés aux Archives nationales et Archives du ministère des Affaires étrangères.
Ces listes donnent les états des officiers de marine des escadres du comte d'Estaing, du comte de Guichen, du comte de Ternay (armée de Rochambeau) et du comte de Grasse-Tilly, ainsi que des officiers de l'armée métropolitaine : Armée de Rochambeau, Régiment d'Agenais, Régiment de Gâtinais, Régiment de Tours, Régiment de Foix (un bataillon), Régiment de Hainaut, Régiment de Dillon (Officiers seulement), Régiment de Walsh (officiers seulement) Régiment d'Aixonne (un bataillon), Régiment de Metz (2e bataillon). Les Régiments coloniaux de la Guadeloupe et de la Martinique, du Cap et de Port-au-Prince, les Grenadiers-Volontaires du vicomte de Framais, les Chasseurs-Volontaires de Saint-Domingue du marquis de Rouvray ne sont pas compris dans cet inventaire de la gloire.

### Quelques anciens membres français de la société des Cincinnati
- Claude-Anne de Rouvroy, marquis de Saint-Simon (1743-1819)
- Rochambeau (1725-1807), maréchal de France.
- Marquis de La Fayette (1757-1834), commandant de la Garde nationale.
- François Marie d'Aboville (1730-1817), commandant de l'artillerie de Rochambeau. S'est particulièrement distingué lors de la bataille de Yorktown en 1781.
- Louis Alexandre d'Albignac (1739-1825), général d'armée.
- Jacques Pierre Prothade d'Astorg (1759-1828).
- Louis-Antoine de Bougainville (1729-1811), commandant le vaisseau Le Guerrier sous d'Estaing puis chef d'escadre dans l'armée de Grasse, vice-amiral, sénateur et comte de l'Empire.
- Edouard Charles Victurnien Colbert, comte de Maulévrier (1758-1820), contre-amiral sous la Restauration.
- Charles Henri d'Estaing (1729-1794),  aristocrate et militaire français.
- Conrad Alexandre Gérard (1729-1790), comte de Munster, premier ambassadeur de France aux États-Unis
- Robert François Louis d'Harnois de Blangues, chevalier de Saint-Louis, contre-amiral de vaisseau.
- Vicomte de Noailles (1756-1804), membre de la  société des amis de la Constitution, président de l'Assemblée Constituante en 1789.
- Général Tureau (1756-1816), organisateur des colonnes infernales. Ami de Washington, son fils naîtra aux États-Unis en 1806.
- Charles-Malo de Lameth (1757-1832), député à la Convention.
- Alexandre de Lameth (1760-1829), cofondateur du Club Massiac.
- Louis-François-Bertrand du Pont d'Aubevoye de Lauberdière (1759-1837), officier de l'état-major, aide de camp de Rochambeau, baron de l'Empire, membre du corps législatif.
- Mériadec de Ruffo de Bonneval, comte de Roux (1741-1814), chevalier de Saint-Louis, chef de division, capitaine de l'Alcmène.
- Louis Guillaume de Parscau du Plessix (1725-1786), chef d'escadre.
- Georges-René Pléville Le Pelley (1726-1805), corsaire et officier de l'escadre de l'amiral d'Estaing, puis amiral et ministre de la Marine.
- Jean-Baptiste Prevost de Sansac de Traversay (1754-1831), membre de l'escadre de l'amiral d'Estaing, ministre et amiral russe, expéditions en Arctique et Antarctique.
- Jean Gaspard de Vence (1747-1808), corsaire et officier de l'escadre de l'amiral d'Estaing, puis amiral et préfet maritime.
- Toussaint de Lambert (1740-1799), commandant en second du vaisseau La Provence.
- Charles Laure de Mac-Mahon (1752-1830), 2e marquis d'Éguilly (1775), général puis homme politique français des XVIIIe et XIXe siècles.
- Charles Louis de Secondat.
- François Claude, marquis de Bouillé.
- Jean-Baptiste Gouvion, maréchal de camp, député à l'Assemblée législative.
- Armand Louis de Gontaut-Biron, duc de Lauzun, colonel propriétaire de la Légion des Volontaires de Lauzun.
- Robert Guillaume Dillon, colonel en second de la légion des volontaires étrangers de Lauzun.
- Jean-Julien Le Mauff (1731-1798), officier de marine.
- Antoine de Thomassin de Peynier (1731-1809), officier de marine.
- Louis Éthis de Corny (1736-1790), commissaire des guerres embarqué sur l'Hermione aux côtés de Lafayette en 1780, procureur de la Ville de Paris lors des événements de juillet 1789, il dirigea deux délégations parlementaires lors de la prise de la Bastille.
- Henri-César de Castellane-Majastre (1733-1789), chef d'escadre de la Marine royale.
- Guillaume Couronnat (1748-1786), lieutenant de frégate, commandant sur l'Aventure.
- Guillaume Liberge de Granchain (1744 - 1805), amiral, chevalier des ordres de Saint-Louis et de Cincinnatus
- Benoist-Joseph de Tarlé (1735,1797), intendant du roi, chevalier des ordres de Saint-Louis et de Cincinnatus
- Jean-Josse de Tarlé (1739-1813), officier au régiment d'Alsace, aide-major général de l'infanterie de Rochambeau
- François-Augustin de Berlier-Tourtour (1747-1832), capitaine dans le régiment d'Auxonne sous les ordres du comte d'Estaing
- Jean-Augustin Sioc'han de Kersabiec (1752-1830), capitaine de vaisseau, chevalier de l'ordre de Saint-Louis et de la Légion d'honneur
- Jean de La Chevardière de La Grandville (1913-1993), diplomate de haut rang et espion pour le compte de la CIA.

### Refondation de la société française
Des descendants des membres d'origine de la Société ont entrepris en 1925 de reconstituer la Société des Cincinnati de France. 
Cette association type Loi de 1901, reconnue par la Société générale américaine le 31 décembre 1926 et déclarée le 1er juillet 1930, fut reconnue d'utilité publique en 1976. Elle a pour objet :
- de perpétuer le souvenir de la fraternité d'armes qui avait uni officiers français et officiers américains au cours des combats qu'ils menèrent ensemble pour l'indépendance des États-Unis d'Amérique ;
- de maintenir, par les relations amicales que ses membres entretiennent avec les descendants des officiers américains, la présence et l'influence françaises aux États-Unis et, plus généralement, de développer des relations d'amitié entre la France et les États-Unis ;
- de pratiquer l'entraide entre ses membres.

Aujourd'hui pour la branche française il n'est plus limité à la descendance masculine par ordre de primogéniture. Depuis le 16 juin 1994, le roi Louis XVI est représenté par le prince Louis de Bourbon.

### Présidents successifs de la Société des Cincinnati de France
Président de la société d'origine :
- l'Amiral d'Estaing  † 1794

Anciens présidents de la société reconstituée à partir de 1925 :
- 1925-1960 : duc de Broglie (†)
- 1961-1975 : duc de Lévis Mirepoix (†)
- 1975-1986 : duc de Castries (†)
- 1986-1997 : comte François de Castries (†)
- 1997-2004 : marquis de Roquefeuil et du Bousquet (†)
- 2004-2007 : marquis de Beaumont de Verneuil
- 2007-2013 : duc de Choiseul Praslin
- 2013-2019 : marquis Bernard de Montferrand
- 2019-2022 : comte Georges d'Harcourt
- depuis 2022: marquis de Colbert Cannet

### Critères d'admission des membres
Ils sont décrits sur le site de la Société : critères d'admission.